# Hanspaulka

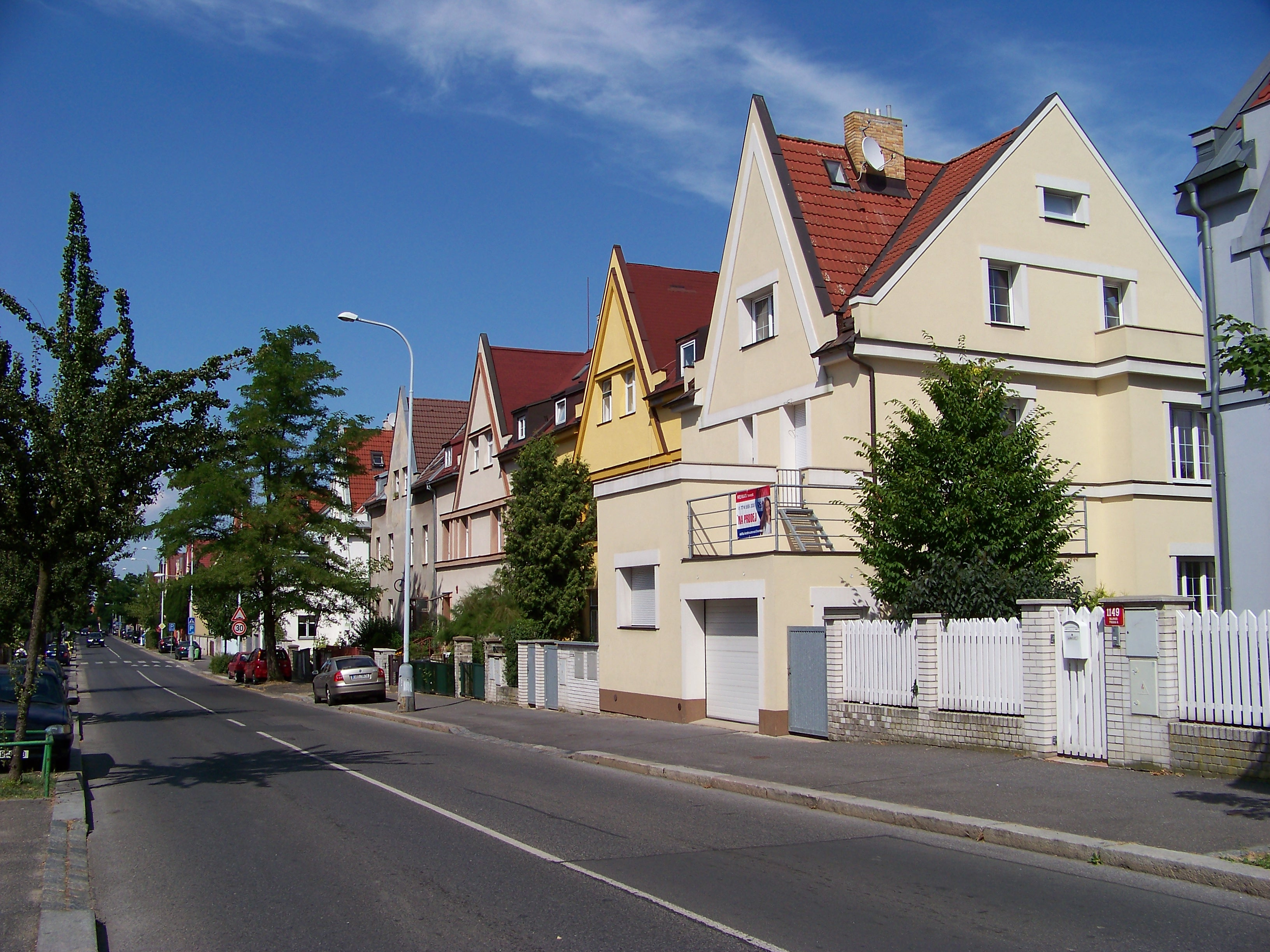
Hanspaulka – ulice Na Pískách

Hanspaulka je vilová oblast v pražské čtvrti Dejvice, která zaujímá spolu s vilovou oblastí Baba vyvýšené území, vymezené údolím Šáreckého potoka, skalním ostrohem na východní straně Baby, nárazovým břehem meandrů Vltavy, údolím bývalého Dejvického potoka a umělým zářezem v místě Horoměřické ulice. Toto území bylo historicky souvisle osídleno již od staršího paleolitu. Ve středověku se jednalo o viničnou oblast s mnoha vinohrady a několika usedlostmi. Podle největší z nich – usedlosti Hanspaulka dostala oblast své dnešní jméno. Jako obytná čtvrť vznikla ve 20. letech 20. století v rámci rozšiřování hlavního města Československa Prahy. Do druhé světové války zde bylo vystavěno mnoho architektonicky zajímavých vil a rodinných domů – především se jedná o funkcionalistické stavby, oblast získala vlastní školu a další občanskou vybavenost. Na Hanspaulce bydlelo a bydlí mnoho významných osobností, ze sedmdesátých let 20. století je velmi známé tzv. hanspaulské hudební hnutí, v rámci kterého vzniklo několik význačných hudebních skupin, ve sportu nese jméno Hanspaulky tzv. Hanspaulská liga v malém fotbale.

## Historie

### Dávná historie
Oblast Hanspaulky a Baby byla, díky příhodným geografickým podmínkám, osídlena daleko dříve než ostatní části Prahy. Bohaté archeologické nálezy ukazují na osídlení pravěkého člověka již z doby staršího paleolitu a v Šáreckém údolí i dříve. První spolehlivý a dochovaný archeologický nález pochází z těsného okolí kostela sv. Matěje – od roku 1890 zde byly objeveny celkem čtyři hromadné nálezy bronzových předmětů. Nálezy, kterým se věnoval především J. A. Jíra, od dob paleolitických až po dobu laténskou z této oblasti jsou dnes součástí archeologického fondu Muzea hlavního města Prahy. Na ostrohu Baba byla významná osada v období kultury s nálevkovitými poháry, a opevněné hradiště a centrum výroby kovů bylo na Babě v období střední a počátku mladší doby bronzové, z období formování knovízské kultury, a osídlení možná přetrvalo až do štítarského stupně.

### Středověk
Středověký rozvoj Hanspaulky ovlivnilo především pěstování vinné révy. Pěstování vína má v Praze a jejím okolí velmi dlouhou tradici – již v 10. století zde vzniklo několik vinic, jejich rozsah se však následujících 300 let příliš nezvětšoval. K většímu zakládání vinic došlo až za Přemysla Otakara II., hlavní příčinou bylo pravděpodobně lehké oteplení podnebí, vinice zakládaly především kláštery a kapituly. Víno bylo horší kvality, než víno dovážené, ale bylo daleko levnější.
Prudký rozvoj vinařství nastal za Karla IV. Ten dal přivézt do Čech koňskými povozy sazenice vína z Burgundska a z Rakouska. Nařídil, aby byly v okolí Prahy byly vykáceny zalesněné svahy orientované na jih, aby byla půda obdělána a připravena a osázena sazenicemi vína, které byly rozdávány zdarma. Tato vlna rozšiřování vinic se ale Dejvic dotkla jen omezeně. Na Hanspaulce vzniklo několik drobných vinic v Podbabě, které byly nazývány Na Šárkách. Další rozvoj vinic byl utlumen husitskými bouřemi, ale brzy po nich nastalo období největší prosperity vinic na Hanspaulce. Již na začátku 15. století vznikla u proboštského dvora v Šárce vinice, později nazývaná Paťanka a v jejím blízkém okolí další vinice, podobně vznikaly také vinice na stráních Baby. O rozvoj vinařství v této oblasti ze zasloužil významně Stanislav Kadeřávek, vnuk Jana Šárky. Rozšířil vinice směrem k Dehnicím a pronajímal je. Založil také vinici v oblasti dnešní Kotlářky. Dalším iniciátorem zakládání vinic byl Jakub Dousek, který zakládal vinice v oblasti usedlosti Mydlářka. První Dehnické vinice vznikaly ve stráni pod dnešní Pernikářkou. Douskovy vinice měly nakonec rozlohu 81 strychů a jmenovaly se Hory Douskovy a byly základem pro vznik pozdějších vinic Mydlářka, Hercovka a Strakovka. Nástupce Douska jménem Machek založil další 4 strychy vinic na pozemcích dnešní Hadovky, pozdější nájemci založili vinice na pozemcích Hanspaulky, Pušrajbky, Komornické, Kanclířky a dalších. Před třicetiletou válkou již bylo na Hanspaulce 120 vinic.

### Po Bitvě na Bílé hoře
Třicetiletá válka byla pro Hanspaulské vinařství katastrofou – upadla hospodářská a politická moc Prahy a po roce 1627 také velká část majitelů odešla do zahraničí a vinice zůstaly neobdělávané. Odešli i kvalifikovaní dělníci a kvůli druhému nevolnictví byl i nedostatek pracovní síly. Navíc v letech 1647–1648, během švédského obléhání Prahy, obsadila švédská vojska břevnovské, šárecké a hanspaulské návrší a hanspaulské vinice byly silně poničeny. Od poloviny 17. století se vinice opět vzmáhaly, ale stále častěji se místo vína pěstovaly i jiné plodiny. Obhospodařovány byly znovu především církví. Koncem 16. století začali vinice skupovat bohatí Pražané a slučovat je do větších vinic, takže v roce 1673 již bylo v oblasti jen 50 vinic.
Do dnešní doby se zachovala jména jednotlivých vinic, která většinou pocházela od jejich majitelů (Bartoška, Bečvářka, Klimentka, Markvartka, Kocínka, Kuthenka, Dyrinka, Fišerka, Míčánka, Karlovka, Paťanka, Vlčovka, Fetrovská, Tylišovská, Hermelínská, Finkovská, Berkovská, Synkovská, Gensovská, Menšíkovská, Vilímovská, Turkovská, Kozlovská a podle cizozemských majitelů pak Dionýska, Diskacátka, Kvirtuska, Pušraibka, Natanaelka, Juliska, Santinka). Při zahájení vilové výstavby v létech 1928–1930 vyhledali někteří úředníci magistrátu záznamy v městských, zemských a farních archivech a pojmenovali podle původních vinic většinu ulic na Hanspaulce.

### 18. a 19. století
Katastrofou pro zdejší hospodářství byly války o rakouské dědictví v letech 1740–1744. V roce 1742, po vyhrané bitvě u Chotusic přitáhla ve dnech 8.–15. 8. 1742 francouzská, španělská a saská vojska k Praze; francouzská vojska se usadila v celé oblasti Hanspaulky a Baby. Na vinicích se pásli jejich voli, mezci a muly, úrodu snědli vojáci, hospodářství poničili. 11. 8. 1742 byl zapálen Proboštský dvůr a byly postupně vypáleny také usedlosti Fišerka, Kotlářka, Špitálka, Šťáhlavka, zemanský Hendlův dvůr, dvůr Špitálka, letohrádek Baba; byly rozbořeny a spáleny vinařské domky a lisy. Byla zničena i kaple při usedlosti Šťáhlavka. Po boji, ve kterém zvítězila vojska Marie Terezie, vytlačila rakouská vojska Francouze z Hanspaulky a zřídila zde dělostřeleckou baterii a odstřelovala odsud opevněné pozice francouzských vojsk v Dejvicích a Bubenči. V září roku 1744 přitáhli pro změnu Prusové a znovu dobyli Prahu. Část vojska opět tábořila v Dejvicích a pobyla zde dva měsíce.
Po ničivém působení cizích vojsk nebyly zničené vinice již obnoveny, většinou byly přeměněny na chudá orná pole, ovocné sady a na zelinářské zahrady. Obnovena byla pouze vinice nad dnešní Juliskou a vinice Na Kotlářce, které se udržely do poloviny 19. století. V místech dnešní ulice Na Pískách bývaly velké pískovny. V pískovnách a okolí bylo jedno ze dvou míst u Prahy, kde mohli dočasně (4–6 týdnů) pobývat kočovní Romové. U ulice Na Viničných horách, před Zednářským pavilonem, býval lom na křemenec a malé jezírko, jáma po lomu je zřejmá dodnes.
Na konci 18. století začaly růst na území Dejvic postupně i menší domky a zvyšoval se počet obyvatel. Stavbu domků podporoval především probošt Kazimír Strachovský ze Strachovic v letech 1769 až 1786. Po zrušení poddanství v roce 1848 bylo od roboty osvobozeno více než 50 domkařů z Dejvic, Šárky a Podbaby a vznikla samosprávná obec, ve které byly spojeny tři původní osady – Dejvice, Šárka a Podbaba.

### Období industrializace
Vybudování lánské koněspřežky a poté její přebudování a prodloužení společností Buštěhradská dráha přispělo k rozvoji oblasti.
Významným bylo pro Hanspaulku také cihlářství – cihelny vznikly na pozemcích několika Dejvických usedlostí – v oblasti Kotlářky, Julisky a Majorky, cihelna na Kotlářce fungovala až do 50. let 20. století. Na pozemcích bývalé Julisky vznikla v roce 1881 sladovna – největší exportní podnik na výrobu sladu v Čechách. V roce 1928 získal jeho slad první cenu na světové výstavě a byl uznán za nejkvalitnější na světě. Výroba ve sladovně byla ukončena v roce 1993. Již od konce 19. století byly připravovány plány na připojení Dejvic k Praze – k Bruské bráně byla dovedena voda i plyn, byla budována kanalizace.

### Vilová výstavba
Po první světové válce byl v Praze velký nedostatek bytů. Proto se městské zastupitelstvo rozhodlo podpořit novou výstavbu mj. také na katastru Dejvic, které byly 1. ledna 1922 připojeny k Velké Praze. Město odkoupilo od svatovítské kapituly a deskového velkostatku Hostouň nemovitosti na území Dejvic a Střešovic včetně usedlosti Hanspaulka. Smlouvou ze 7. dubna 1922 tak byly získány pozemky o výměře přes 234 ha, bylo koupeno celkem 358 domů. Byl vypracován regulační plán a většina z celkem 140 stavebních skupin byla rozparcelována. V letech 1926–27 provedla obec stavbu kanalizace, vodovodu a vozovek. V letech 1927–1932 bylo v rychlém tempu zastaveno celé území od Pernikářky kolem zámečku Hanspaulka až ke kostelu svatého Matěje.
Na počátku měli noví obyvatelé potíže jak s nákupem denních potřeb, tak i s docházkou za zaměstnáním do Prahy (tramvaj končila na dnešním Vítězném náměstí) a také do školy, do které musely děti chodit až na Vítězné náměstí.
Druhá světová válka zasáhla i Hanspaulku, především v průběhu Pražského povstání. V Dejvicích byla usídlena celá třetina celopražského stavu německých vojáků, bylo zde také sídlo německého vojenského velitelství. Na Hanspaulce byla umístěna dělostřelecká baterie s houfnicemi, jejím sídlem byla škola v Sušické ulici. V domech, které byly během války zabaveny židovským obyvatelům, bydlelo mnoho německých důstojníků. Během povstání bylo zabito několik obyvatel Hanspaulky, především při bojích o nádraží v Bubenči, ale také německými jednotkami, které projížděly ulicemi a střílely bez rozmyslu.
Po druhé světové válce byly dosud nezastavěné parcely zastavovány odlišným způsobem. V 50. letech 20. století byly zastavěny prostory ohraničené ulicemi Sušická, Na Pískách a Na Viničných horách dvoupatrovými domy ve stylu socialistického realismu, v 80. letech doplněné střešními vestavbami. Obdobná výstavba proběhla také v ulicích Vostrovská a u ulice Zengrovy.
Sporným zásahem do celkové architektury Hanspaulky byla výstavba hotelu Praha na území bývalé Petschkovy zahrady v letech 1975–1981. V roce 2014 byl hotel zbořen a na jeho místě je obnovována zahrada, ovšem nepřístupná veřejnosti. Ve spodní části zahrady přiléhající k Evropské ulici měla v roce 2017 začít výstavba soukromé školy Open Gate II – mělo se jednat o novou třípodlažní budovu a měl být také využit historický zámeček Hadovka. Nová pobočka školy Open Gate zde ale nakonec stát nebude. Důvodem tohoto rozhodnutí je skutečnost, že ani po více než dvou a půl letech se nepodařilo získat všechna potřebná povolení pro zahájení stavby. Nadace The Kellner Family Foundation se rozhodla zřídit v dolní části areálu zbouraného hotelu Praha veřejně přístupnou venkovní galerii se sbírkou osmi soch a zahradních kompozic světově proslulého britského sochaře Tonyho Cragga. Součástí projektu bude i dětské hřiště.
U ulice Na Míčánce vznikla v roce 2008 kolonie nových domů, která odkazuje k neoplasticismu. "Při projektu jsme se nechali inspirovat myšlenkami moderny 30. let 20. století – životním stylem, designem i architekturou, projekt reaguje na východiska nizozemského hnutí De Stijl, základními výrazovými prvky nových vil a dvojdomů jsou kompozice průniků jednoduchých objemů a barevných ploch, které dotvářejí vzhled obytného komplexu," řekl o výstavbě spoluautor architektonického návrhu Jiří Střítecký. Bylo zde vystavěno celkem 45 bytů ve vilách a dvojdomech.50°6′27,52″ s. š., 14°22′55,36″ v. d.
V oblasti Hanspaulky a Baby vzniklo několik sporných kauz, které souvisí především s další výstavbou v této oblasti:
- Hendlův dvůr – firma vlastnící objekt se ho snaží přestavět na 29 luxusních bytů, zatímco některá občanská sdružení bojují za zachování původního charakteru dvora a také za zachování původní hospody,[25]
- Bydlení Špitálka – snaha o zastavení zeleného prostoru mezi ulicemi Na Špitálce a Neherovská; pozemek je vlastněn hlavním městem Prahou, který ho chce zastavět 21 až 24 viladomy. Plocha je zasíťovaná. Občanské sdružení Pro Hanspaulku tvrdí, že zastavění by znamenalo nepřípustné zahuštění prostoru a požaduje vytvoření veřejně přístupného parku na celé ploše.[26]
- Vila Vista – Vostrovská 17 – soukromý developer přes výslovný zákaz Ministerstva kultury zboural vilu známého prvorepublikového architekta Františka Roitha. Nově vystavěná budova je architekturou jiného rázu a hmotově původní stavbu velmi přerůstá, a to jak do zastavěné plochy, tak i výšky.[27]

## Stavby

### Kostel svatého Matěje

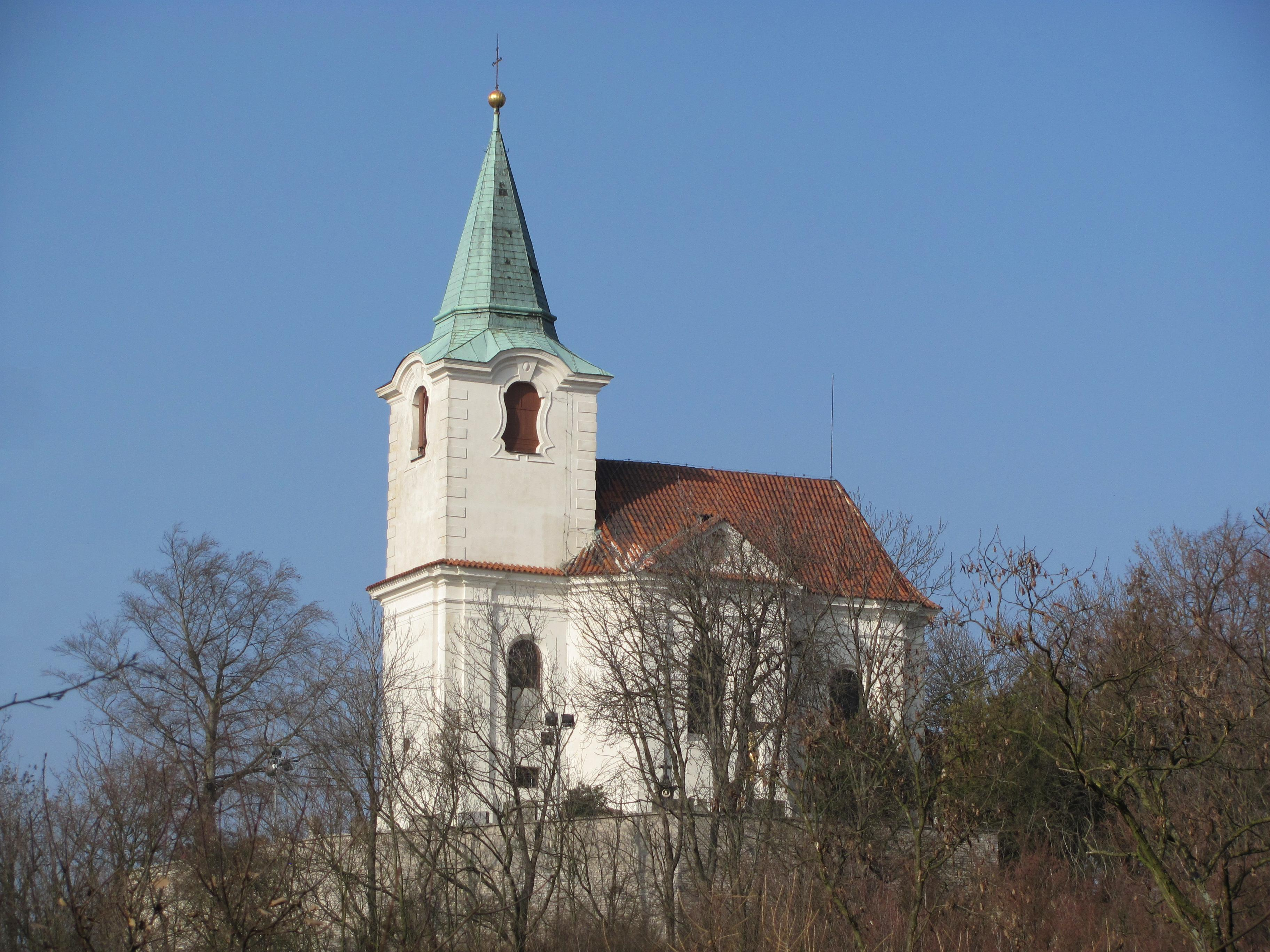
Kostel sv. Matěje

Římskokatolický kostel sv. Matěje na Hanspaulce je malý, ale známý farní kostel ve II. vikariátu pražské arcidiecéze. Původní kostel (rotunda), resp. kaple, stávala na místě dnešního kostela podle pověstí od roku 971, první spolehlivý historický zdroj zmiňuje kostel v roce 1404. Původní kostel byl zbořen v roce 1770 a na jeho místě byl hned postaven nový, který byl vysvěcen v roce 1771. Byl vybudován ve stylu pozdního baroka a stal se dominantou celého okolí. Kostel tvoří přirozenou dominantu nejen přilehlému hřbitovu, na kterém jsou pohřbeny též význačné osobnosti českých dějin (v minulosti např. architekt Pavel Janák, hrob byl v 2. polovině 20. století zrušen a dnes je na místě jen pamětní deska).
Ke kostelu sv. Matěje se konaly vždy na svátek sv. Matěje 24. února tradiční náboženské poutě – první záznam o pouti je z roku 1595. Jednalo se o první jarní pouť v Praze a byla vždy velmi hojně navštěvována. V době první republiky se jí účastnilo až 250 000 lidí. Po druhé světové válce ztratila pouť zcela náboženský charakter a změnila se pouze na zábavu. V roce 1960 byla Matějská pouť přesunuta na Letnou, poté se konala také v Modřanech a na Břevnově a od roku 1963 či 1964 se přesunula do prostor dnešního Výstaviště Praha.

### Kaple

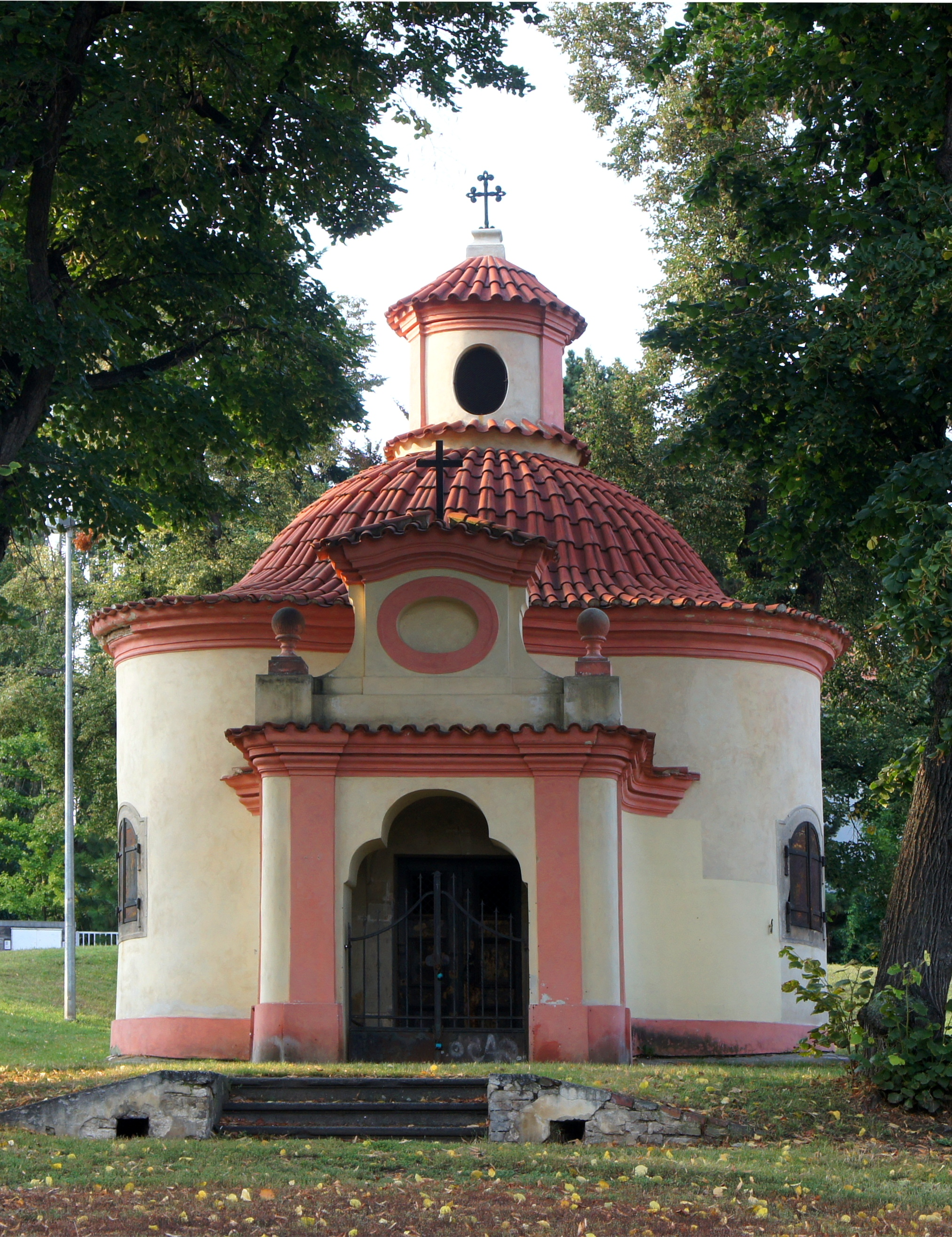
Kaple Nejsvětější trojice

K mnohým viničním usedlostem patřily také kaple. V současnosti zůstaly zachované dvě:
- v ulici Na Pernikářce památkově chráněná barokní kaple sv. Michaela a z roku 1691,
- v ulici Nad Komornickou památkově chráněná barokní kaple Nejsvětější Trojice, která patřila k usedlosti Hadovka.

Další kaple, které zmiňují historické prameny byly:
- trojúhelníková kaple svaté Trojice na Zlatnicí – její stavba byla dokončena v roce 1708. V 19. století byla kaple zrušena a ve dvacátých letech 20. století byla přestavěna na dva byty a byla památkově chráněna. V 60. letech 20. století byla zbourána,[9][28] 50°6′20,38″ s. š., 14°22′11,05″ v. d.
- kaple Neposkvrněného početí panny Marie na Makource (Majorce) – byla vybudována v roce 1716 v pozdně barokním stylu. Stála poblíž Julisky u dnešní ulice Na Paťance. Na konci 19. století byla stržena a srovnána se zemí,[9] v roce 1869 ji dal obnovit arcijáhen sv. Víta František Dittrich, byla vysvěcena 10. 10. 1886.[29]
- kaple v ulici Na Viničných horách – nyní v soukromé zahradě domu Na Viničních horách 3, ve 30. letech 19. století byl na jejích základech dostavěna besídka, označována také jako zednářský pavilon (památkově chráněný).[11][30]50°6′12,79″ s. š., 14°22′49,1″ v. d.
- kaple bývaly také v bývalých vinicích Zlatnice, Šatovka a Juliska, ale pozdější majitelé je zrušili[29]

Menší kaple stojí na dalších místech:
- Před vstupem ke kostelu sv. Matěje je zděná zavřená kaplička s oltáříkem se sochou sv. Jana Nepomuckého. Kaplička je památkově chráněná.[29]50°6′49,3″ s. š., 14°22′47,24″ v. d.
- Další kapličky stojí na rohu ulic Na Pernikářce a Zvonická, a po cestě z ulice Na Ladách do Šárky,
- Podél poutní cesty z dnešní Svatovítské ulice ke kostelu svatého Matěje stávalo 12 kapliček – božích muk.[28]

### Usedlosti a další objekty
Z období rozvoje vinařství na Hanspaulce pochází také většina usedlostí, které většinou vznikly z původních viničních lisů, z velké části jsou zachované dodnes, i když většinou přestavěné. Při nové výstavbě Dejvic po roce 1922 stavební plány původní usedlosti respektovaly, takže zanikla pouze usedlost Santinka. Po roce 1945 pak zmizely Juliska, Šťáhlavka a Paťanka, na konci 70. let pak Mydlářka.
Dodnes stojící usedlosti

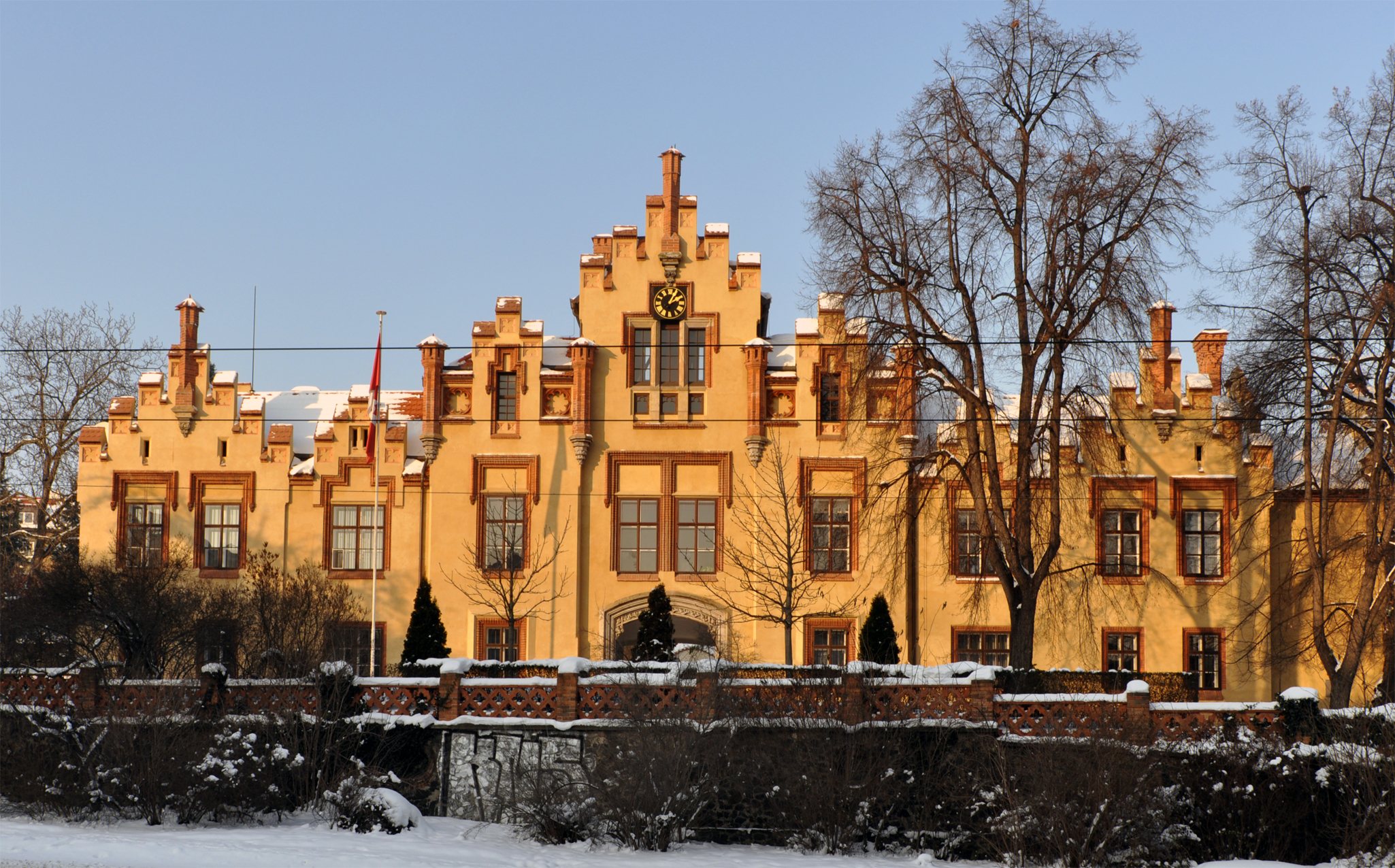
Usedlost Hadovka

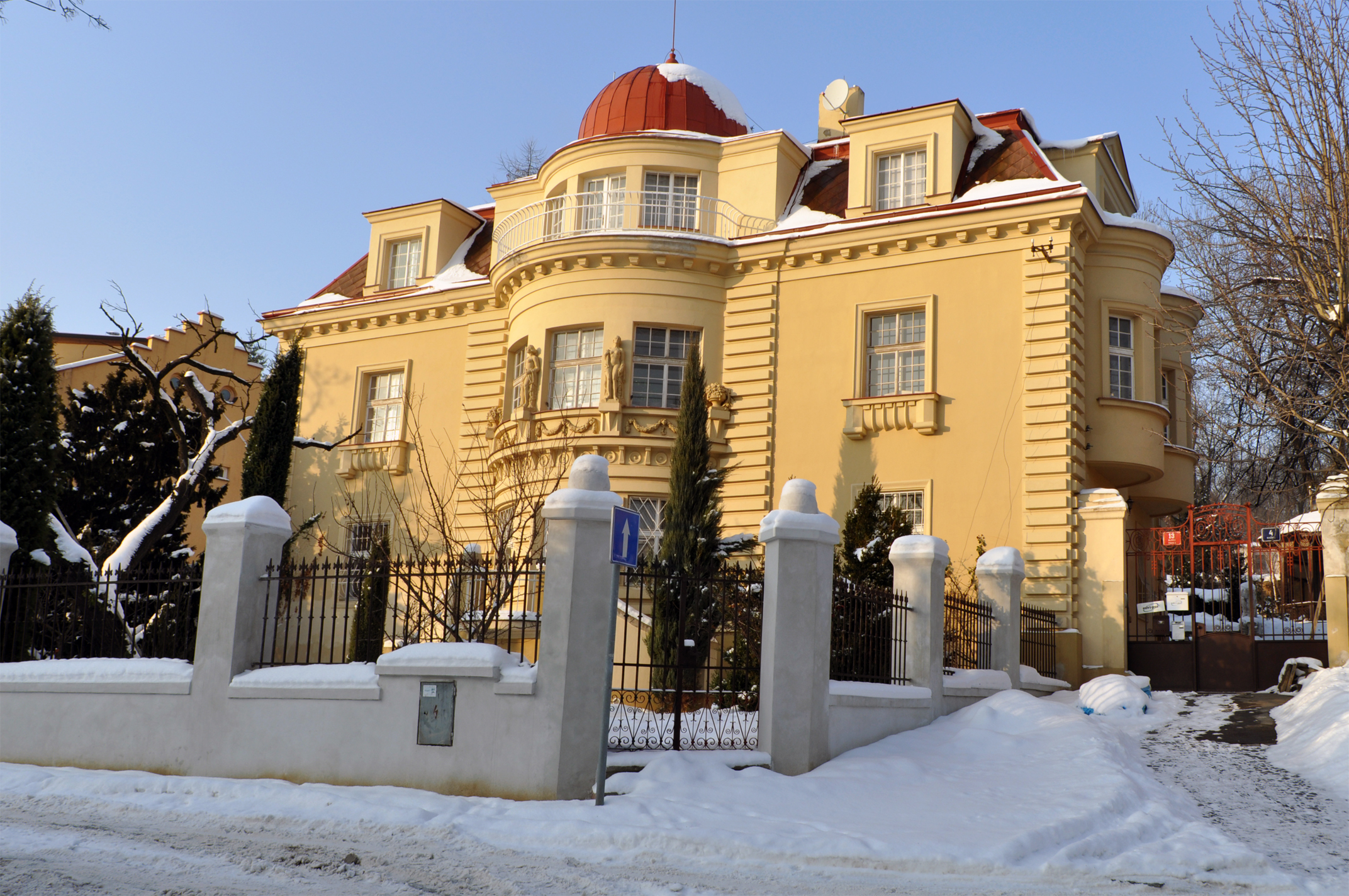
Usedlost Hercovka

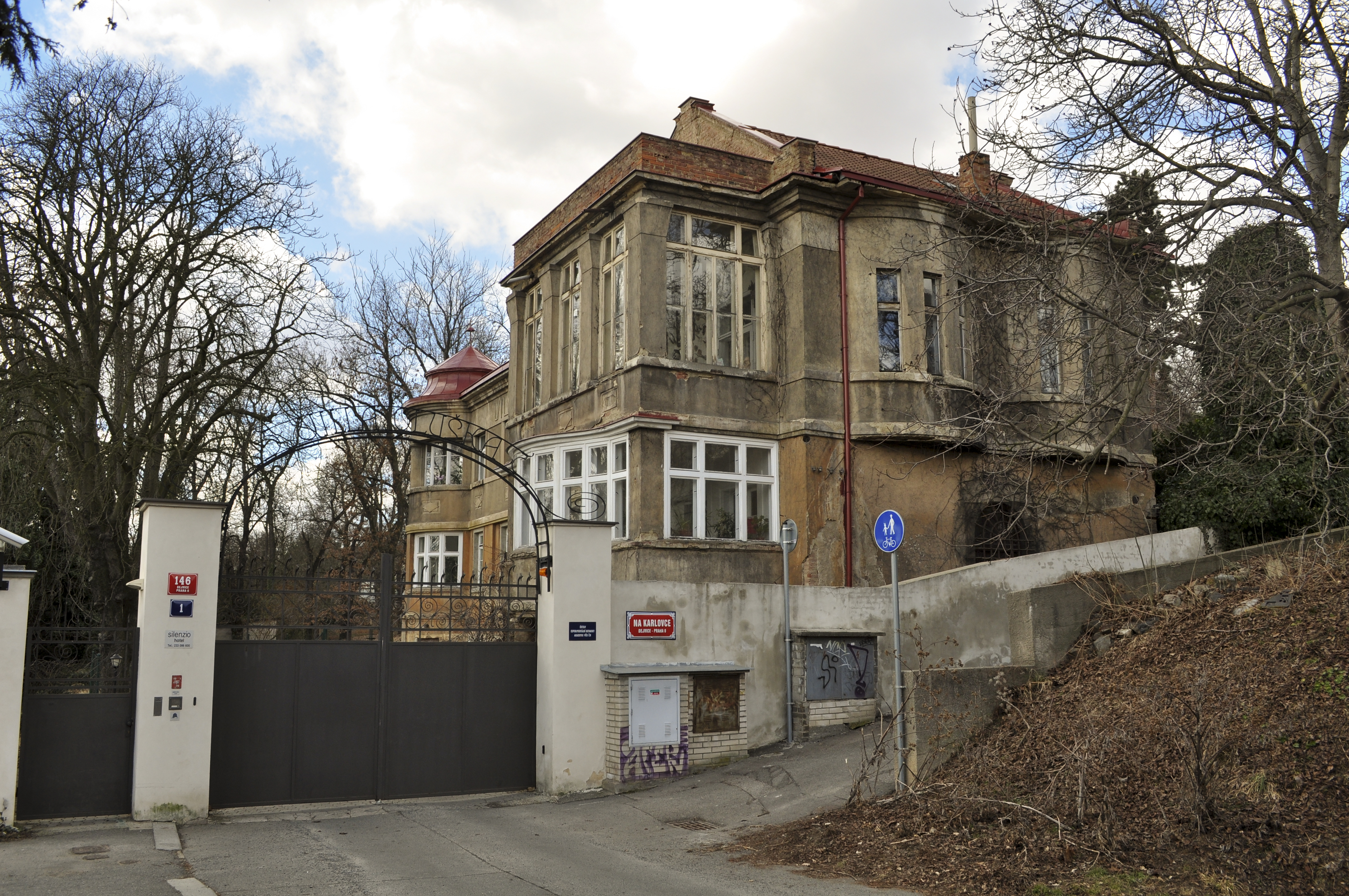
Usedlost Karlovka

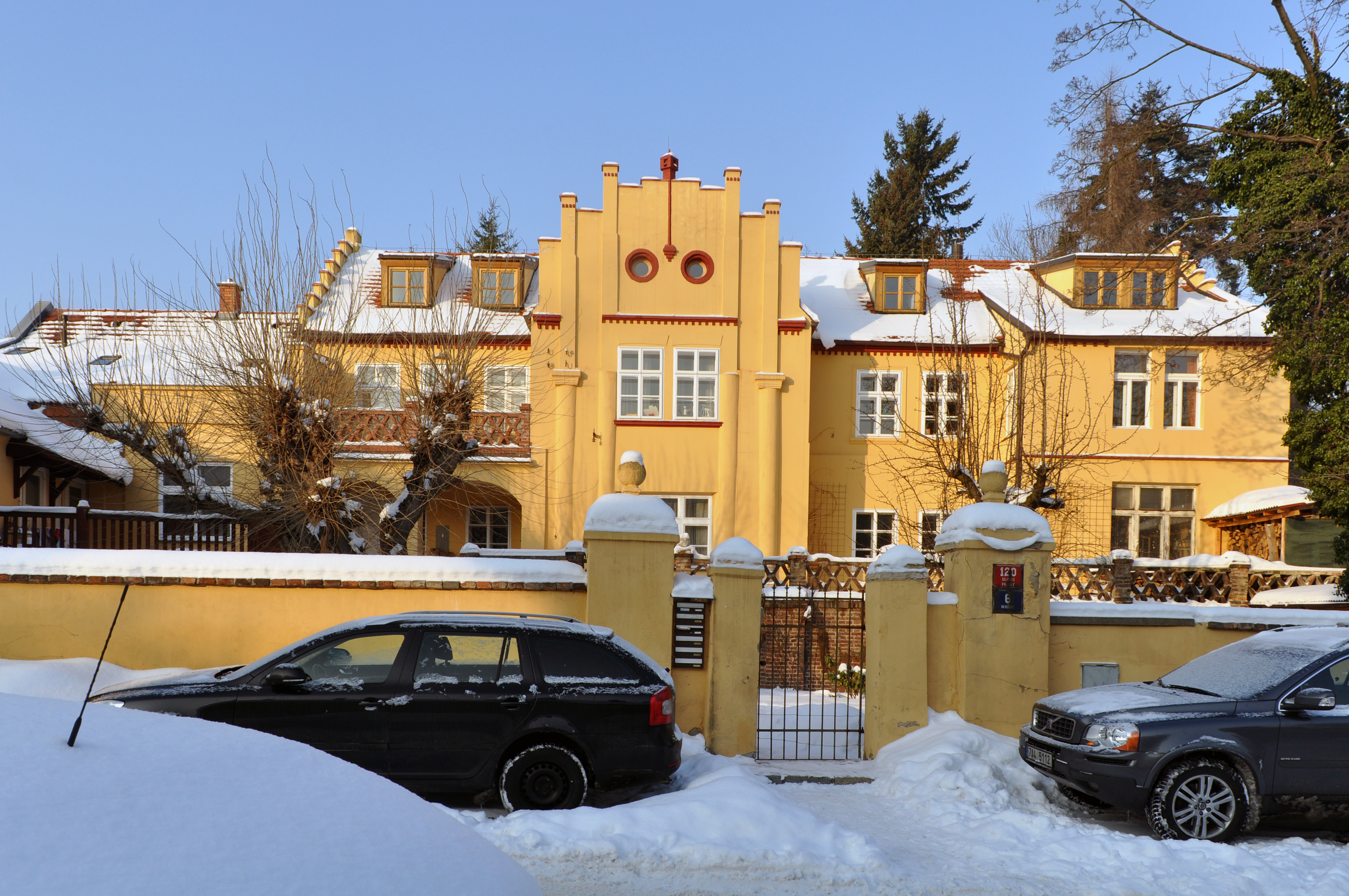
Usedlost Vlčovka

- Beránka – Na Beránce 57/2 – původně viniční usedlost u křižovatky ulic U Beránky a Na Beránce.
- Fišerka (Kodymka) – Na Fišerce 19/19 – první zmínka o vinici 1608, další známý název Termanka, domek pro vinaře postavil v roce 1648 postavit primátor Nového Města Pražského Pavel Daniel Termanus. Dalším majitelem byl měšťan ze Starého města Jan Ondřej Fišer, po kterém byla usedlost pojmenována. V 19. století tu žil a pracoval lékař a spisovatel Filip Stanislav Kodym, od něho pochází druhý název Kodymka. Současný objekt pochází z konce 19. století.[10][13]50°6′44,34″ s. š., 14°22′51,67″ v. d.
- Hadovka – Evropská 10/64 – usedlost (zámeček) při Evropské ulici. Na jejím někdejším pozemku se nachází i barokní kaple Nejsvětější Trojice z přelomu 17. a 18. století, přestavěná roku 1853.
- Hanspaulka – Šárecká 15/29 – zámeček, bývalá zemědělská usedlost s vinicemi. Společně se zahradou je chráněn jako kulturní památka České republiky. Jedná se o obdélný barokní zámeček typu maison de plaisance. Původně k ní patřil i památkově chráněný Pavilon zednářů.
- Hendlův dvůr – U Matěje 152/1, 23/3 a 24/5 – usedlost, bývalý vrchnostenský dvůr. Původně měl název Šárecký dvůr.
- Hercovka – Na Vlčovce 4/13 – neoklasicistní vila z let 1925 –1926, která byla postavena podle projektu Josefa Donáta na pozemcích a základech původní viniční usedlosti Hercovka.
- Karlovka – Na Karlovce 1/146 – Rozsáhlá vila postavená roku 1861 pro Karla Grafa z Ortenberga na pozemcích usedlostí Hercovka a Vlčovka. Mezi roky 1890–1918 byla v majetku rodiny velkoobchodníka Rotta či zde sídlil Ústavu experimentální botaniky AV ČR.[13]
- Kotlářka – Na Kotlářce 9/16 – usedlost s barokním jádrem a klasicistní úpravou v místech původní vinice z 15. století. Zachovány jsou i bývalé chlévy, stodola a zbytky skleníků.
- Majorka – Podbabská 13/30 – bývalá viniční usedlost. Její jméno získala po Eliáši Magaurovi z Greinfenalu, který zdejší vinice vlastnil v 17. století. Podle něj se usedlost jmenovala postupně Magourka, Makourka a dnes Majorka. Usedlost byla omezena stavbou železnice, v roce 1864 zde byla zřízena cihelna. Na přelomu 19. a 20. století zde fungovala továrna na obuv. Obytná budova pochází z konce 18. století.
- Pernikářka – Na Pernikářce 15/59 – rozsáhlá usedlost na místě staré vinice, vznikla pravděpodobně ve stejnou dobu, jako nedaleká kaple sv. Michala, tedy v letech 1691–1700, její současný vzhled byl ovlivněn pozdně klasicistní přestavbou z roku 1861 a pozdějšími úpravami. Současný areál je tvořen několika budovami, obytným stavením, stodolou a hospodářskými objekty.
- Strakovka – Na Vlčovce 2/14 – vinohradnický lis zde byl postaven v 17. století, později byly přistavěny obytné stavení a hospodářské budovy, stáje a sklady. Majitelem se stal František Kazimír Strachovský, probošt svatovítské kapituly, od něj získala název Strachovská, později Strakovka. Dochovaná je klasicistní jednopatrová budova. Před válkou zde žil architekt Richard rytíř Klenka z Vlastimilu. Usedlost je památkově chráněná.[13]
- Špitálka – Na Špitálce 12/17 – usedlost v místě vinice z první poloviny 16. století. Vinice byla známá také pod názvem Arcibiskupská vinice. Původní vinice patřila křižovnickému klášteru, nebo špitálu sv. Františka, podle něhož má jméno. Byla silně poškozena během válek 1742.
- Vlčovka – Na Vlčovce 120/6 – venkovská usedlost, kterou dal postavit Jan Wiltsch roku 1855. Wilsch byl původně majitelem přilehlé usedlosti Hercovka, tu ale prodal a ponechal si jen část pozemků. Na nich postavil usedlost, tehdy nazývanou podle jeho jména Vilčovka. Dnes slouží k obytným účelům.
- Zlatnice – Zlatnice 56/5 – je bývalá menší barokní hospodářská usedlost u zahrádkářské osady Zlatnice nad údolím Tiché Šárky. Na přelomu 19. a 20. století (1879 - 1910) sloužila jako výletní hostinec a byla proslulým výletním místem německých studentů pražské Karlo-Ferdinandovy univerzity, kteří ji pojmenovali Schipkapas. Od 90. let 20. století je opuštěna a v roce 2013 z ní byla sňata památková ochrana.
- Zavadilka – Na Zavadilce 9/112 – nebyla usedlost, ale výletní hostinec, který postavil na počátku 19. století Martin Badouček, na začátku 20. století byl přestavěn a rozšířen ve stylu geometrické secese, vzniknul tam i velký sál. Po druhé světové válce byl sál využíván pro kulturní akce, po roce 1989 fungoval jako Hotel Zlatá Praha, v současnosti je Zavadilka zavřená a nefunguje tu ani restaurace.[31]

Zaniklé usedlosti
- Bečvářka - bývalá vinice, nazvaná podle Pavla Gromana, dvorního bečváře a měšťana z Malé Strany, jemuž patřila v letech 1669-1695, od roku 1929 se podle ní nazývá ulice Na Bečvářce.[32]
- Juliska – Dejvice čp. 26 – stávala na pozemku vinic ze 17. století. První obytné stavení vystavěno Janem Juliusem Hermanem kolem roku 1680, podle něj se nazývala Juliskou. Patřily k ní pastviny, ovocné sady a zelinářské zahrady. Při výstavbě železnice byly některé pozemky vykoupeny na výstavbu železnice a usedlost byla náspem železnice odříznuta od Vltavy. V roce 1878 zde byla založena cihelna. Klasicistně přestavěná usedlost byla zbořena v roce 1955.[13]
- Mydlářka – Na Vlčovce 8/12 – zaniklá usedlost, nazvaná po mydláři Janu Pompejovi, měšťanu na Hradčanech, který ji vlastnil v letech 1740-1759. Stála na místě starší vinice, při viničním lisu vyrostl barokní hospodářský dvůr. Jeho budovy byly později přestavěny klasicistně. Před rokem 1939 byla zastavěna roku 1947 po ní pojmenována ulice.[33] Zanikla v 70. letech v souvislosti s výstavbou hotelu Praha.[13]
- Mylnerovka - bývalá vinice, nazvaná po Petrovi Mylnerovi z Mylhauzu, sekretáři české dvorské kanceláře, který ji vlastnil od roku 1572; jedna ze čtyř vinic, připojených k Hanspaulce, tím zanikla. Po roce 1918 po ní byla nazvána ulice, úřední název je platný od roku 1965.[34]
- Paťanka – č.p. 28. Usedlost stála mezi Podbabou a osadou Baba. Jméno jí dal majitel Fabián Pathan, nožíř a staroměstský měšťan, který ji koupil roku 1521. Zbořena byla při stavbě garáží.
- Šťáhlavka – č.p. 27, poblíž Julisky. Vinice je doložena již roku 1484. Jméno má po majiteli Janu Šťáhlavském, který ji vlastnil v letech 1627 – 1647. Usedlost zbourána při stavbě stadionu Dukla.

### Základní škola

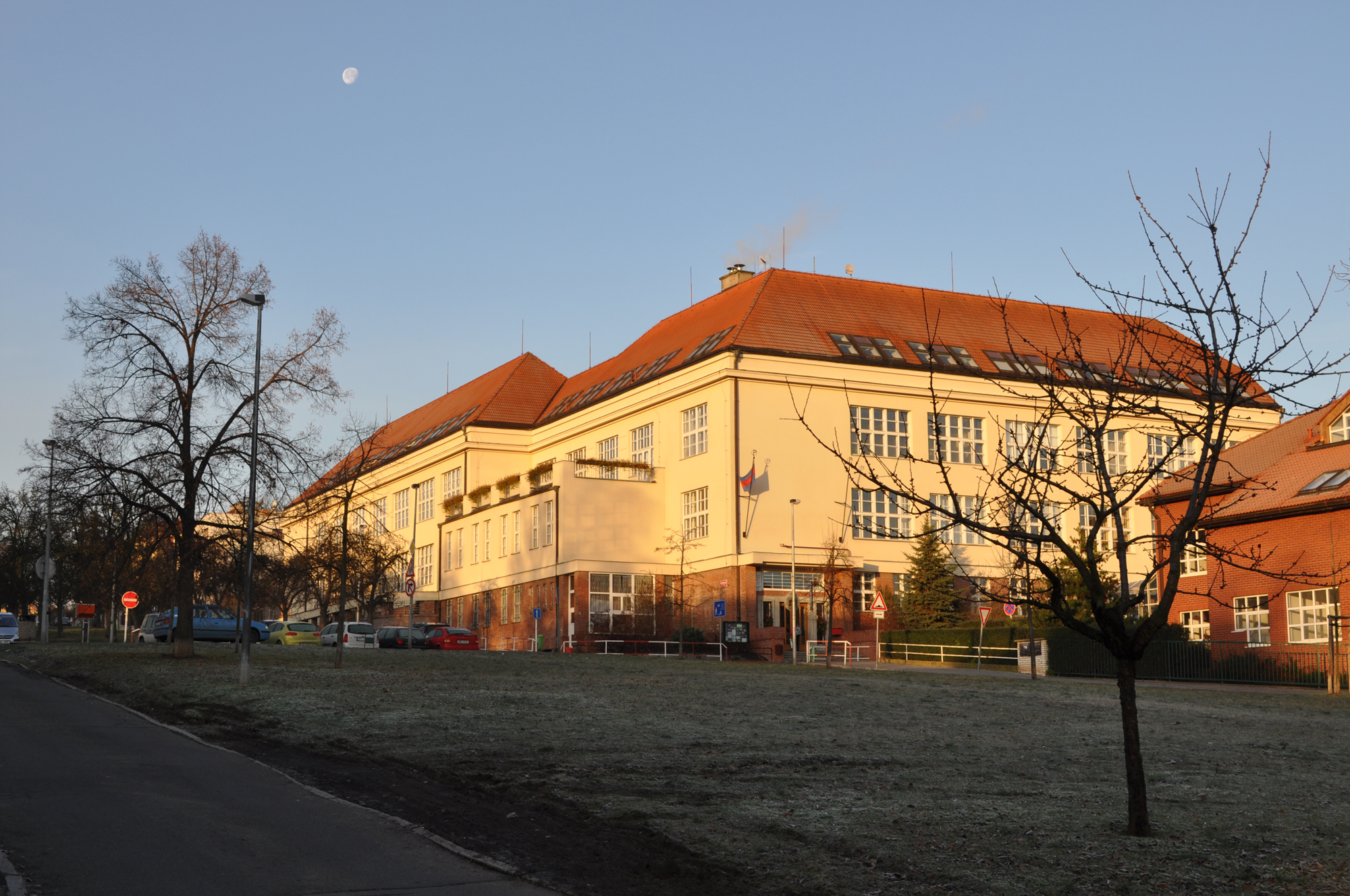
Základní škola Hanspaulka

S ohledem na to, že po velmi rychlé výstavbě domů v letech 1927–1932 byla velmi špatná situace s docházkou dětí do školy – musely chodit do přeplněné školy až na dnešní Vítězné náměstí, postavila pražská obec v roce 1929 podél Fetrovské ulice 4 dřevěné pavilony jako provizorní školu. Každý pavilon měl vstupní halu a dvě třídy. Výuka v nich začala v roce 1929 a všechny učebny byly hned přeplněny dětmi z novostaveb, Starých Dejvic a Horní Šárky. Zároveň započala výstavba cihlové školní budovy ve tvaru L se 14 třídami v ulici Sušická podle projektu Aloise Dryáka, která byla otevřena 28. října 1932. Ani nová budova ale nestačila množství žáků a tak byly brzy znovu postaveny dřevěné provizorní pavilony, ve kterých se učilo až do roku 1994. V 50. letech 20. století bylo přistavěno nové křídlo školy u ulice Na Čihadle, ve kterém bylo 6 nových tříd. V letech 1993–1994 proběhla plynofikace kotelny a v půdních prostorech bylo vystavěno 10 nových tříd. V roce 1996 byla přes ulici vystavěna nová budova se školní jídelnou, družinou a malou ubytovnou.

### Sokolovna

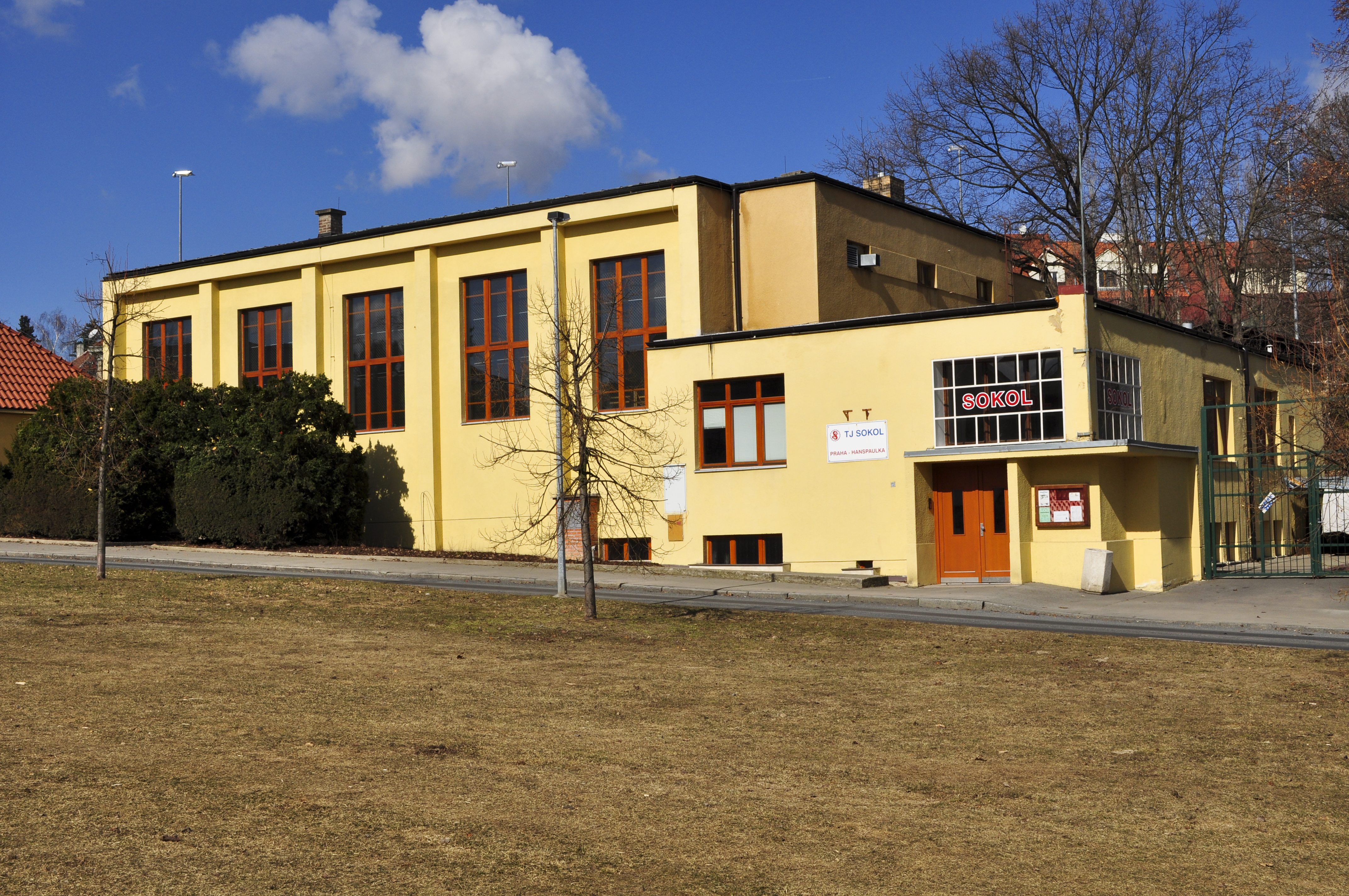
Hanspaulská sokolovna

Sokolovnu na Hanspaulce postavili členové jednoty Sokol Dejvice II, která na Hanspaulce působila od roku 1931. Za své sídlo si jednota zvolila a zakoupila původní hájovnu Na Hanspaulce 2/166, později zakoupili také pozemek nad bývalou hájovnou pro letní cvičiště. V roce 1940 bylo přistoupeno k výstavbě vlastní sokolovny, i když to bylo již v době německé okupace, povedlo se dokončit hrubou stavbu včetně zastřešení. Na jaře 1941 však byl Sokol zakázán a tak došlo i přerušení výstavby budovy. Hned v roce 1945 byla činnost Sokola obnovena a díky velkému pracovnímu úsilí členů i dorostu se povedlo sokolovnu dokončit a 28. 10. 1946 slavnostně otevřít. Po roce 1948 byl Sokol opět zakázán a sokolovna byla přiřazena k výrobnímu závodu Aritma Vokovice, později byla převedena pod nově založenou Tělovýchovnou jednotu Spartak Dejvice. V roce 1968 byla pod hlavičkou Spartaku Dejvice částečně obnovena činnost Sokola, která probíhala pod názvem Základní a rekreační tělesná výchova až do roku 1989. V roce 1990 byla plně obnovena činnost jednoty Sokol Dejvice II, který uplatnil restituční nároky na sokolovnu. Soudní spor s TJ Spartak Dejvice probíhal 10 let a teprve na konci 90. let 20. století byl vynesen závěrečný rozsudek, kterým byl veškerý sokolský majetek vrácen.

### Vily
Během bouřlivé výstavby Hanspaulky ve 30. let 20. století vzniklo na Hanspaulce také řada vil zajímavých architektů, mezi ně patří:

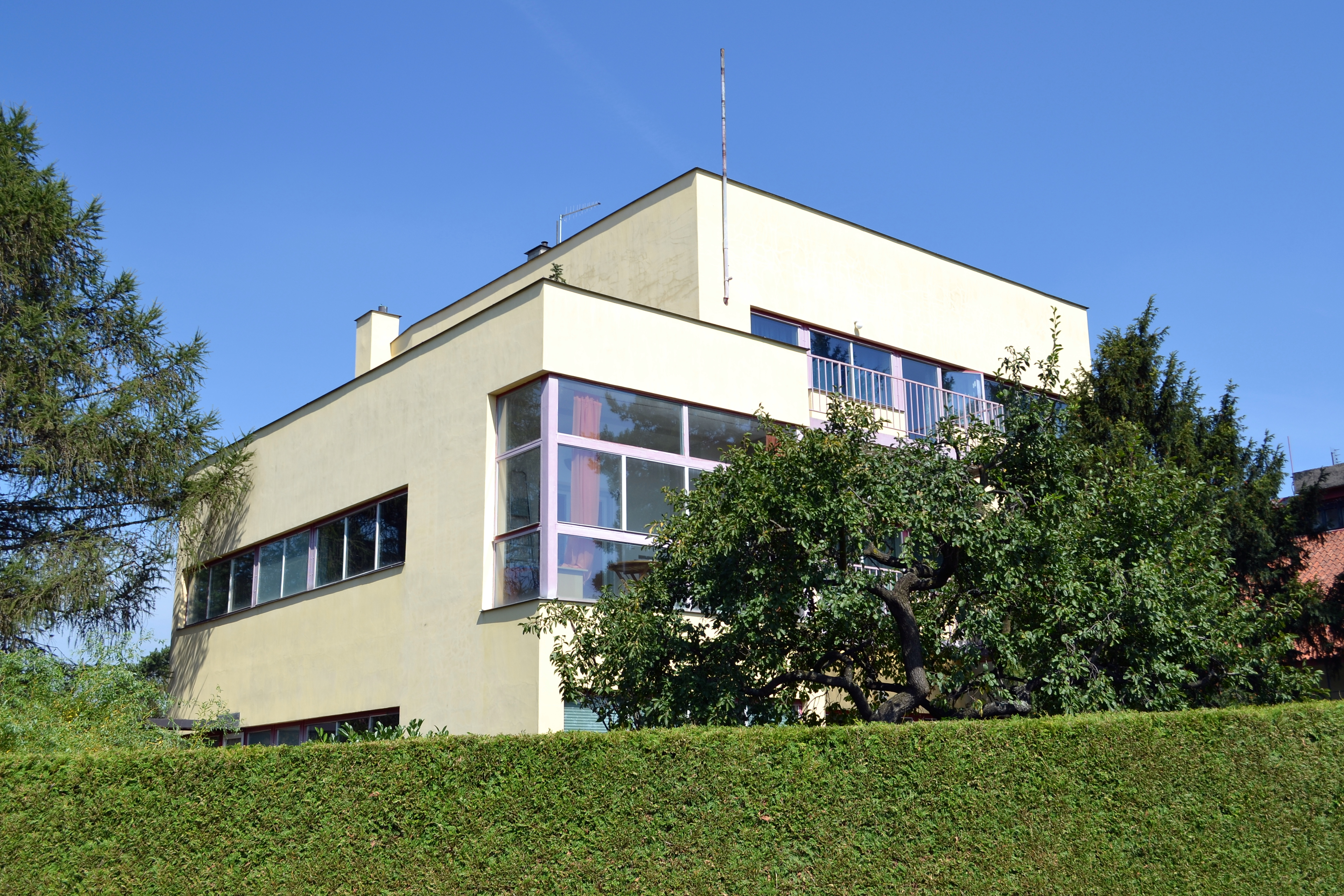
Mölzerova vila

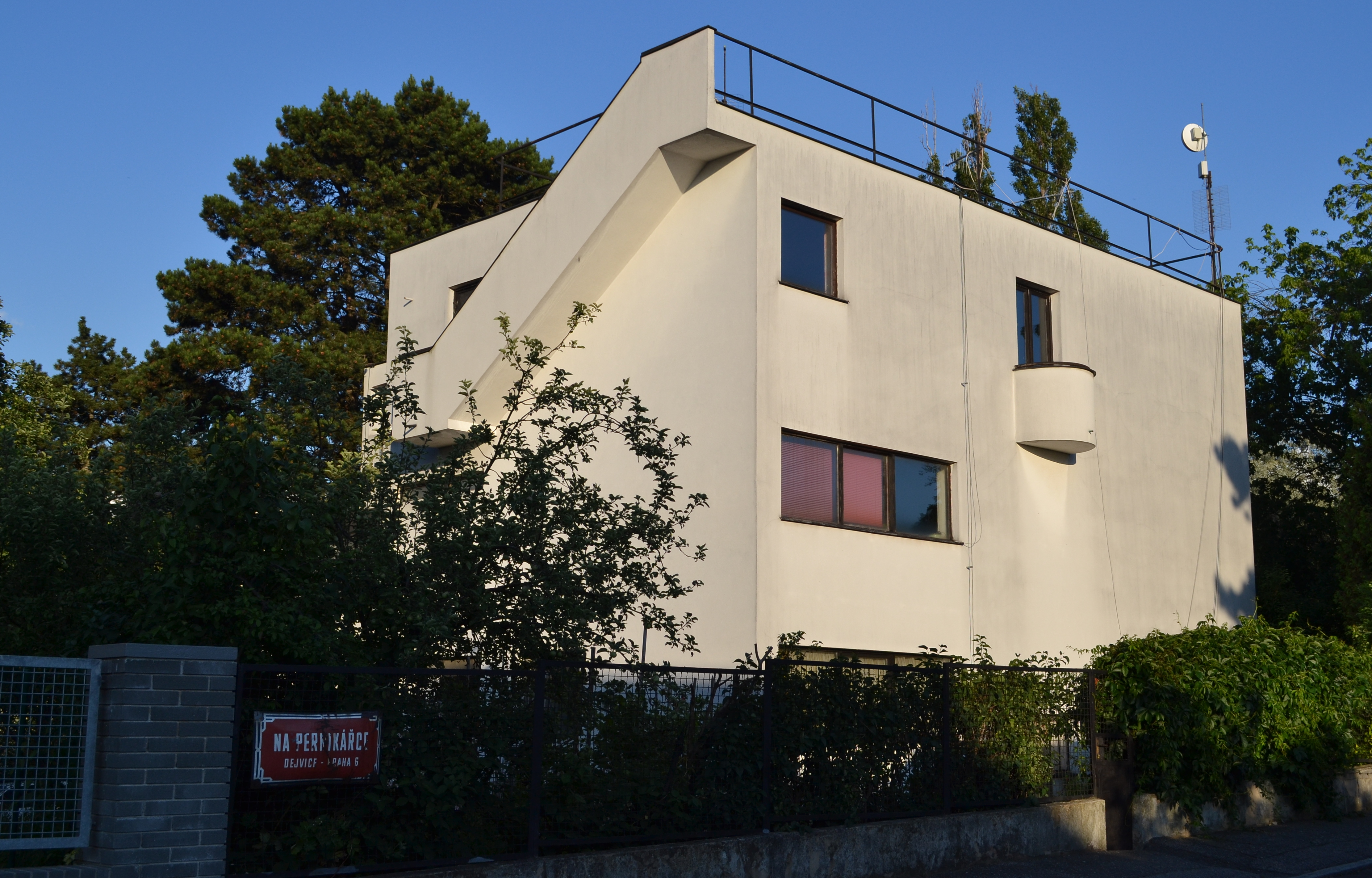
Linhartova vila

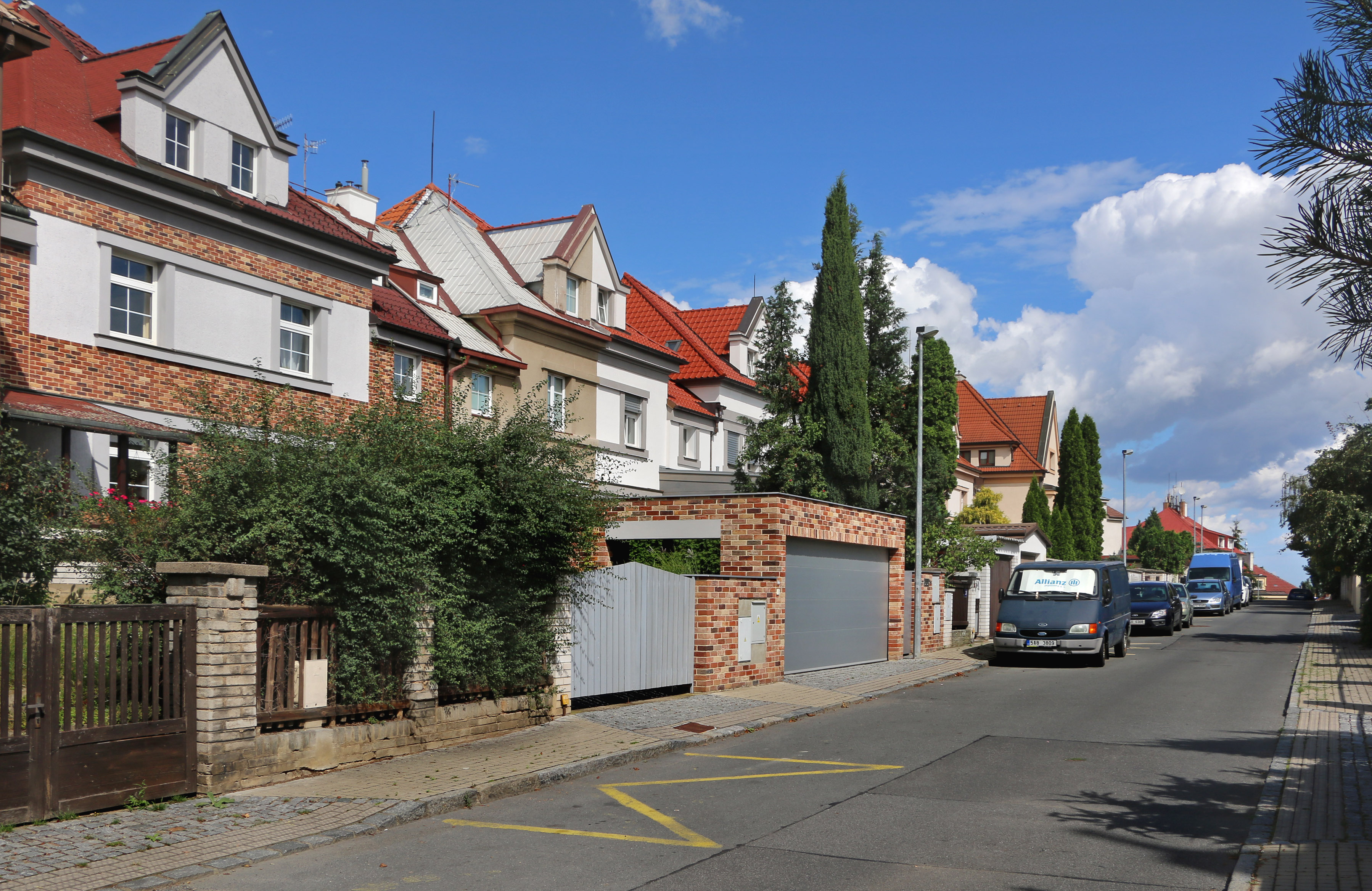
Vily v ulici Na čihadle

- Mölzerova vila – Na Kodymce 2/25 – architekt František Maria Černý, postavena v roce 1938 pro manžele Oberthorovy. Nazvána podle skrytého iniciátora a skutečného stavebníka, otce stavitelky a znalce moderního umění Eustacha Mölzera. Vila nesleduje uliční linii, je natočena úhlopříčně, aby měly všechny byty nerušený výhled na Prahu. Fasáda navržena podle ideálu zlatého řezu, v domě byly tři byty a společná terasa. Vila je památkově chráněná.[37]
- Vila Lídy Baarové – Neherovská 8/677 – architekt Ladislav Žák, postavena v letech 1937–1938 pro Karla Babku a jeho dceru, herečku Lídu Baarovou jako dvojdům s ložnicemi v přízemí a se sluneční terasou na střeše. Lída Baarová obývala jednu část domu. Dům je památkově chráněný.
- Dvojdům Na Míčánce – Na Míčánce 49/1039 a 51/1038 – Dvojdům je památkově chráněný.
- Vila generála Aloise Eliáše – Fetrovská 4/1447 – postavena v letech 1928–1929 pro generála Aloise Eliáše, předsedy protektorátní vlády, popraveného v roce 1942 nacisty.
- Ulice Na Pískách – hlavní třída Hanspaulky s řadovými domy ve stylu art deco, v přízemí bývaly obchody, cukrárny a restaurace, dnes jich funguje jen několik.
- Linhartova vila – Na Viničních horách 46/774 – architekt Evžen Linhart, postaveno v letech 1927–1929 jako vlastní dům architekta. Dům je památkově chráněn
- Dům Antonína Engela – Na Karlovce 6/1387 – architekt Antonín Engel, postaveno v roce 1927 jako vlastní dům architekta.
- Vila Vlasty Buriana – Kadeřávkovská 13/1072 – ve vile bydlel komik Vlasta Burian, na domě je od roku 1998 jeho pamětní deska.
- Vila Miloše Jakeše - Kozlovská 1390/5 - ve vile bydlel do roku 2016 bývalý generální tajemník ÚV KSČ Miloš Jakeš teď ji vlastní firma Carbounion Bohemia uhlobarona a miliardáře Petra Pauknera.

### Pomníky a sochy
- Pomník první pražské trolejbusové trati – před domem Šárecká 79/1366
- Pamětní deska Jan Vaniš – před domem Šárecká 33/1451
- Pamětní deska neznámý hrdina a Naďa Fáborská – Na Míčánce 362540
- Pamětní deska Petra Fetra – Fetrovská ulice
- Busta Vlasty Buriana – Kadeřávkovská 13
- Pomníček Jan Kapalín – při panelové cestě mezi Šáreckou a Kadeřávkovskou
- Pamětní deska Aloise Eliáše – na domě Fetrovská 4/1447
- Pamětní deska Houtyše – na domě Na Hanspaulce 33/801
- Základní kámen Centrálního parku Hanspaulka – v bráně pod Hanspaulským zámečkem
- Památník setkání barikádníků s tankisty – v parku u ulice Na Pískách
- Socha Schoulená – v Šárecké ulici u nákupního centra Fišerka – Oskar Kozák, 1983, vápenec[38] 50°6′45,84″ s. š., 14°22′49,43″ v. d.
- Prolézačka Sputnik – V zahradě domu Na Babě 9/1779 – plastika – prolézačka – Sputnik, autora Zdeňka Němečka, z 60. let 20. století, která původně stála na dětském hřišti ve Stromovce, měla být jako nebezpečná zlikvidována, nakonec bylo povoleno ji novému majiteli odvézt.[39][40] 50°6′53,64″ s. š., 14°23′11,02″ v. d.

## Doprava

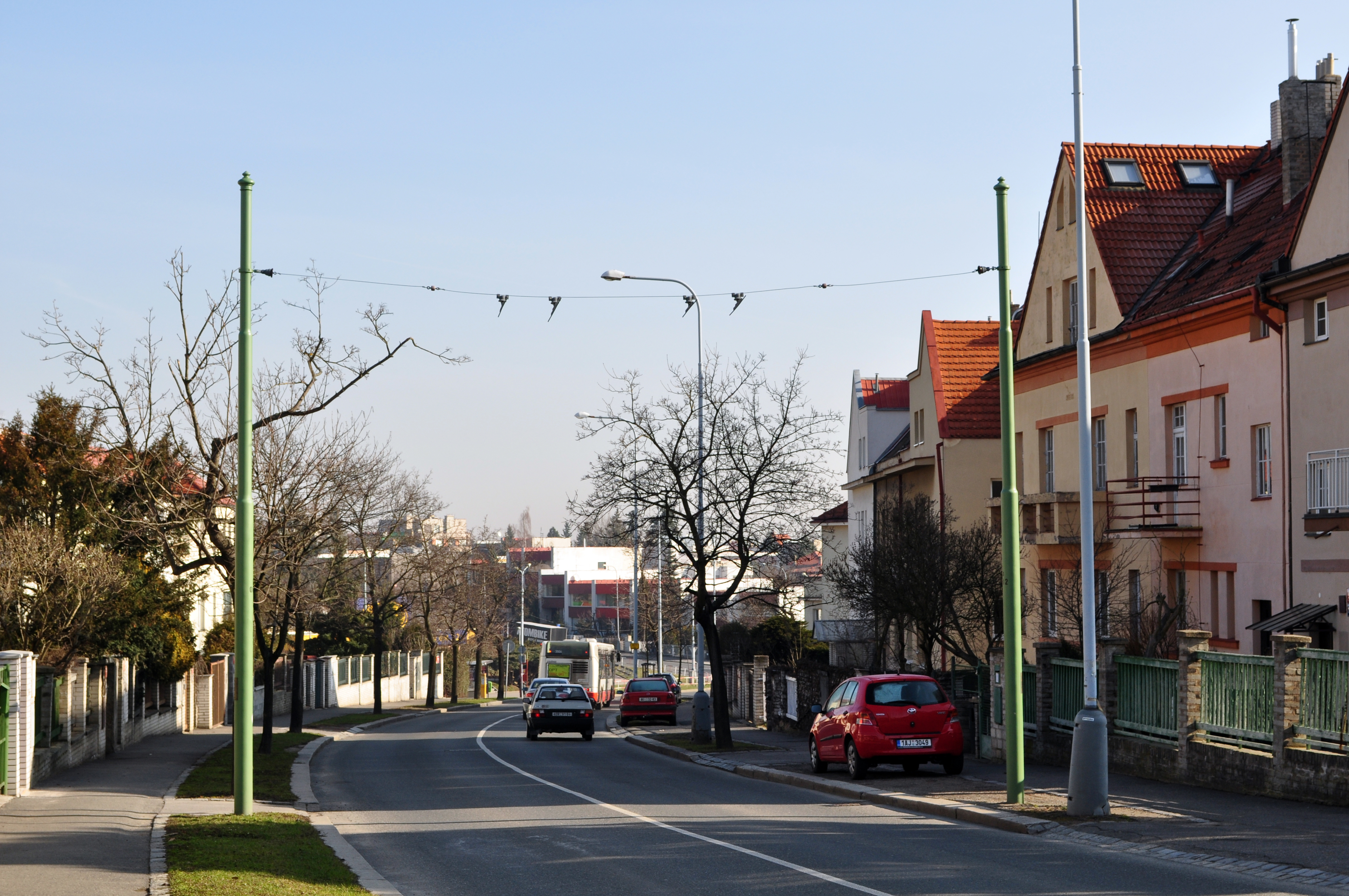
Pomník trolejbusové dopravy v Šárecké ulici

Páteřní dopravní tah Hanspaulkou a Babou tvoří tah ulic Na Pískách – Šárecká – Na Šťáhlavce, který je totožný s trasováním autobusové linky 131.
Veřejnou dopravu na Hanspaulku a Babu zajišťovala od roku 1936 první pražská trolejbusová trať Svatý Matěj – Střešovice – (linka jezdící po této trati měla označení K, později 51) její provoz byl zahájen 28. srpna 1936, provoz trolejbusů zde byl ukončen 30. června 1959. Trolejbusovou dopravu na Hanspaulce připomíná pomník v podobě dvou sloupů s převěsem v Šárecké ulici před domem Šárecká 1366/79. Do 31. srpna 1959 byla tato linka obsluhována autobusy.
Od 1. září 1959 byla provozována nová autobusová linka 125 na trase Revoluční – Bořislavka. V průběhu let došlo k několika drobným změnám trasy, v letech 1971–1974 měla linka označení 225, v některých letech byla část trasy provozována navíc jako posilová linka X125. Provoz linky byl ukončen 26. února 1993. Od roku 1963 jezdí na Hanspaulku autobusová linka 131, původně na trase Revoluční – U Matěje jako posila linky 125, od roku 1967 na trase Špejchar – Bořislavka. Od roku 2010 jezdí navíc po trase linky 131 noční autobus 515 Hradčanská – Nebušice, od dubna 2018 jezdí navíc linka 216, původně v trase Bořislavka – sídliště Baba, od konce června 2018 byla pak po spojení s linkou 108 prodloužena až do zastávky Poliklinika Petřiny.

## Společnost

### Kultura
První hanspaulské hudební skupiny vznikaly na začátku 70. let 20. století, kdy bratři Richard a Vladimír Tesaříkové zformovali základy skupiny Yo Yo Band, občas vystupovala skupina Žízeň Ivana Hlase, Ondřej Hejma, Hogan Veleba a také první formace skupiny Bluesberry s Petarem Introvičem. Hudební produkce probíhaly především v zahradních restauracích – hlavně v zahradě restaurace Na Staré faře, ale i na společných vandrech a vodách. V letech 1973 a 1974 se konaly dva velké koncerty pod otevřeným nebem u zříceniny Baba – Babstocky a Bluesbaby. Kromě hudby se četla Ginsbergova poezie a promítal i krátkometrážní film.
Po zrušení zahrady u hospody Na Staré faře se hudební dění přesunulo na jaře roku 1976 do hostince Na Pískách, který brzy získal přezdívku Houtyš. V Houtyši probíhala nejen hudební produkce, ale také výstavy obrazů a fotografií a v letech 1977–1983 vycházel cyklostylovaný věstník Lógr. Houtyš se stal líhní nejproslulejších dejvických hudebních kapel jako například Navi Papaja Ivana Hlase, Žlutý pes Ondřeje Hejmy, Bluesberry Petara Introviče, Krausberry Martina Krause, Hlava B Mária Císaře, Wooden Shoes Jana Fischera, Triody Víta Malinovského nebo jazzové skupiny Coffee Band Vladimíra Vytisky. Objevovali se tu také zakladatelé Nerezu Vít Sázavský, Zdeněk Vřešťál nebo Ondřej Konrád.
V roce 1982 proběhly v sále hotelu Zavadilka Hanspaulské hudební dny, kde vystoupilo celkem 18 skupin, v roce 1983 pak proběhlo na stejném místě tzv. HaHuLe – Hanspaulské hudební léto s 24 skupinami. Kolem roku 2000 se hudební aktivity na Hanspaulce znovu probudily, začaly se pořádat pravidelné místní hudební festivaly jako například Svatováclavské slavnosti a Hanspaulský festival pořádané na louce pod Hanspaulským zámečkem nebo Babfest pořádaný na sportovním hřišti na sídlišti Baba. Funkci kulturního centra pak velmi úspěšně přebírá soukromý hudební Raf Klub v Soborské ulici, kde se kromě příležitostných koncertů rovněž pořádají pravidelné hudební události například Vánočky u Rafa.
Na Hanspaulce vychází od roku 1998 časopis Hanspaulka vydávaný ve spolupráci Tělocvičné jednoty Sokol-Hanspaulka a ZŠ Hanspaulka. Je kronikou této pražské čtvrti zaměřenou na historii i současnost. Vychází 4x ročně v tištěné verzi a je také dostupný on-line.

### Sport
Sokol působí na Hanspaulce jako Jednota Sokol Dejvice II od roku 1931. Za své sídlo si jednota zvolila a zakoupila původní hájovnu Na Hanspaulce 2/166, později zakoupili také pozemek nad bývalou hájovnou pro letní cvičiště. Během války byl Sokol zakázán. V letech 1940–1946 postavili členové sokolovnu. Po roce 1948 byl Sokol opět zakázán a místo něj zde působila Tělovýchovná jednota Spartak Dejvice. V roce 1968 byla pod hlavičkou Spartaku Dejvice částečně obnovena činnost Sokola, která probíhala pod názvem Základní a rekreační tělesná výchova až do roku 1989. V roce 1990 byla plně obnovena činnost jednoty Sokol Dejvice II, později přejmenované na T.J. Sokol Praha –Hanspaulka.
Sportovní areál Hanspaulka byl vystaven na začátku 21. století. Poskytuje hřiště pro malou kopanou, tenis, nohejbal, basketbal, volejbal, florbal, atletická dráha, doskočiště, petanque, stolní tenis a minigolf. V zimním období jsou dvě největší hřiště zastřešena nafukovací halou.
Dalšími sportovišti jsou tenisové kurty v ulici Nad Šárkou a sportovní areál Baba.

### Spolky
Na zvelebování a rozvoj Hanspaulky jsou zaměřeny spolky:
- Občanské sdružení Pro Hanspaulku, dříve Občanské sdružení přátel Hendlova dvora[50]
- Občanské sdružení Hanspaulka, z.s.[51]

Na Hanpaulce působí dva skautské oddíly:
- Stopaři – s klubovnou v ulici Soborské 6,[52]
- Javor – s klubovnou v sokolovně – Na Hanspaulce 2.[53]

## Příroda a parky

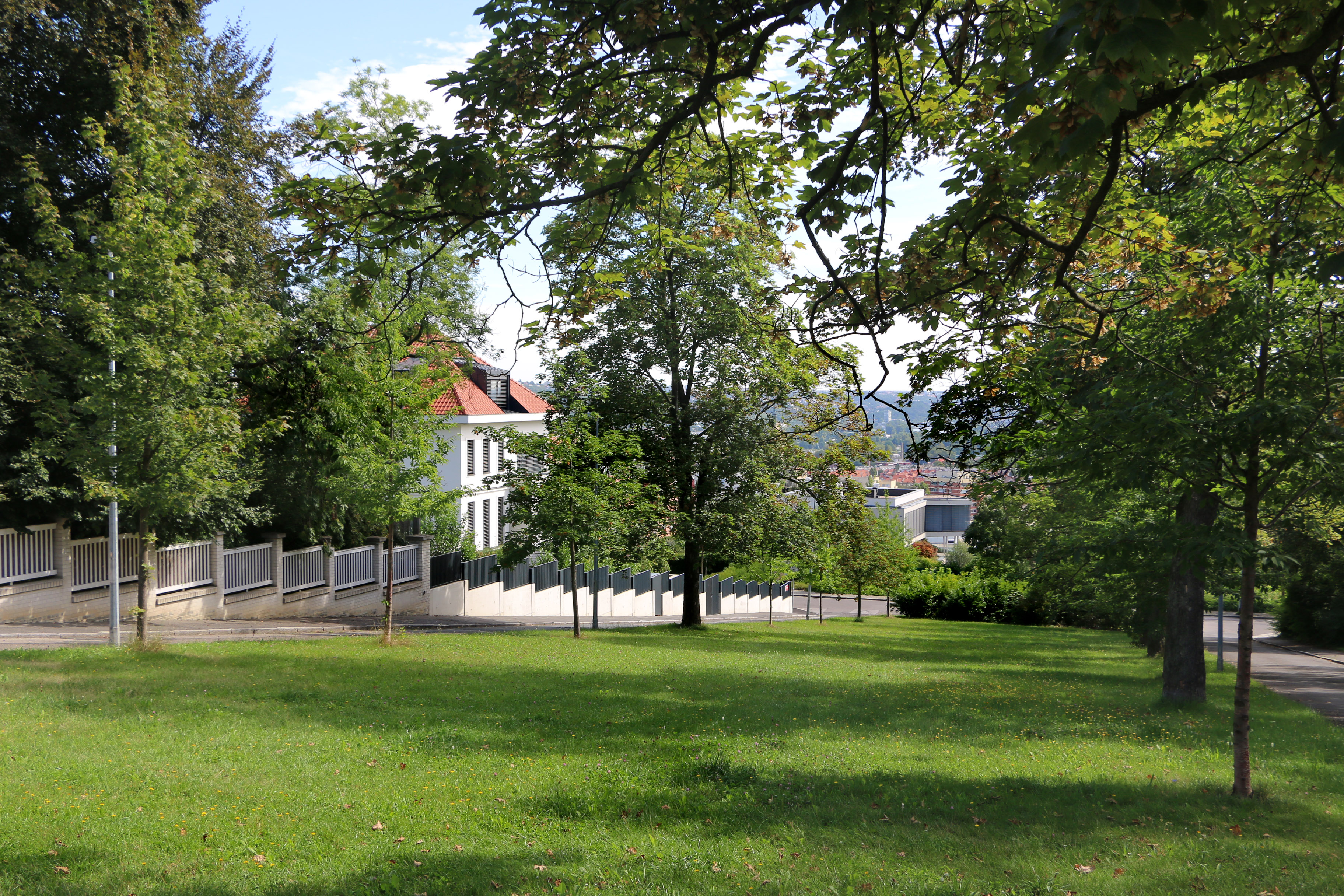
Malý park v ulici Za Hanspaulkou

Severní okraj Hanspaulky tvoří svahy Šáreckého údolí, které je součástí přírodního parku Šárka–Lysolaje, v blízkosti bývalé usedlosti Zlatnice se nalézá přírodní památka Zlatnice na ostrohu Baby potom Přírodní památka Baba.
Na východním svahu Hanspulky od Hanspaulského zámečku až po Kotlářku vzniká postupně Centrální park Hanspaulka – zatím proběhla první etapa jeho výstavby na zhruba pětině plánovaného území. Byla opravena vstupní brána zámečku, provedeny terénní úpravy a vysazeno cca 100 stromů. Dalšímu rozvoji parku zatím brání nevyjasněné majetkové spory mezi městskou částí Praha 6 a ČVUT a společností ING. V roce 2014 byla vybudována v parku sáňkařská dráha.
Další menší parky jsou u ulice Pražákovská a u ulice Karasovská (v místě bývalého rybníčku).
Na Hanspaulce jsou tři zahrádkářské kolonie – u bývalé usedlosti Zlatnice (pod ulicí Soborská) a v pokračování ulice Na Pahoubce. Existence všech tří kolonií je předmětem sporu s vedením městské části a také s ochranou přírody. V případě Zlatnice jsou také spory s majitelem pozemků.

## Osobnosti
S Hanspaulkou a Babou je spojeno mnoho významných osobností, např.
- Jiří Anderle (*1936), český akademický malíř a grafik, jehož obrazy zdobí stěny nedalekého kostela sv. Matěje
- Lída Baarová (1914–2000), herečka
- Cyril Bouda (1901–1984), malíř a ilustrátor a profesor na Karlově univerzitě
- Karel Balling (1889–1972), hudební skladatel, textař a organizátor hudebního života,
- Alois Eliáš (1890–1942), voják, politik, účastník domácího odboje za druhé světové války a předseda protektorátní vlády mezi léty 1939 a 1941
- Ivan Hlas (*1954), písničkář a hudebník
- Miloš Jakeš (*1922–2020), komunistický politik
- Pavel Janák (1882–1956), architekt
- Zorka Janů (1921–1946), divadelní a filmová herečka, sestra Lídy Baarové
- Josef Antonín Jíra (1868–1930), archeolog a sběratel
- Daniela Krolupperová (*1969), česká spisovatelka dětských knih a překladatelka ze skandinávských jazyků
- Petr Kopta (1927–1983), český básník, překladatel, textař a signatář Charty 77
- Evžen Linhart (1898–1949), architekt a návrhář nábytku, představitel funkcionalismu a purismu
- Jan Machač (1915–2009), římskokatolický kněz, který působil v letech 1971–2002 jako duchovní správce ve farnosti u kostela sv. Matěje v Praze –Dejvicích
- Bedřich Moldan (*1935), český geochemik, ekolog, publicista a politik
- Eustach Mölzer (1878–1953), Předseda Státní regulační komise pro Prahu a okolí, spoluzakladatel a funkcionář Masarykovy akademie práce, zakladatel a šéf Státního hydrologického ústavu, zplnomocněný ministr pro jednání v říčních komisích, šéf Elektrických podniků hlavního města Prahy
- Věra Olivová (1925–2015), přední česká historička, věnující se především dějinám první republiky a dějinám sportu
- Jiří Rathouský (1924–2003), český typograf a grafický designér.
- Václav Řezáč (1901–1956), spisovatel
- Josef Říman (*1925), český a československý lékař, biochemik, molekulární biolog, genetik, předseda Československé akademie věd, politik Komunistické strany Československa a poslanec Sněmovny národů Federálního shromáždění za normalizace
- Jaroslav Seifert (1901 –1986), český básník, spisovatel, novinář a překladatel
- Zdeněk Smetana (1925–2016), český animátor, scenárista a výtvarník
- Vladimír Šatava (1922–2014), profesor chemie
- Pavel Šmidrkal (1954), spisovatel, galerista, historik
- Josef Šusta (1875–1945), český historik, spisovatel a politik, člen Pátečníků
- Josef Valčík (1914–1942), voják, příslušník protinacistického odboje během okupace Československa a účastník Operace Silver A
- Alois Volkman (*1937), český básník a lékař, přítel spisovatele Jaroslava Seiferta
- Alois Zima (1873-1960), architekt

## Fotografie

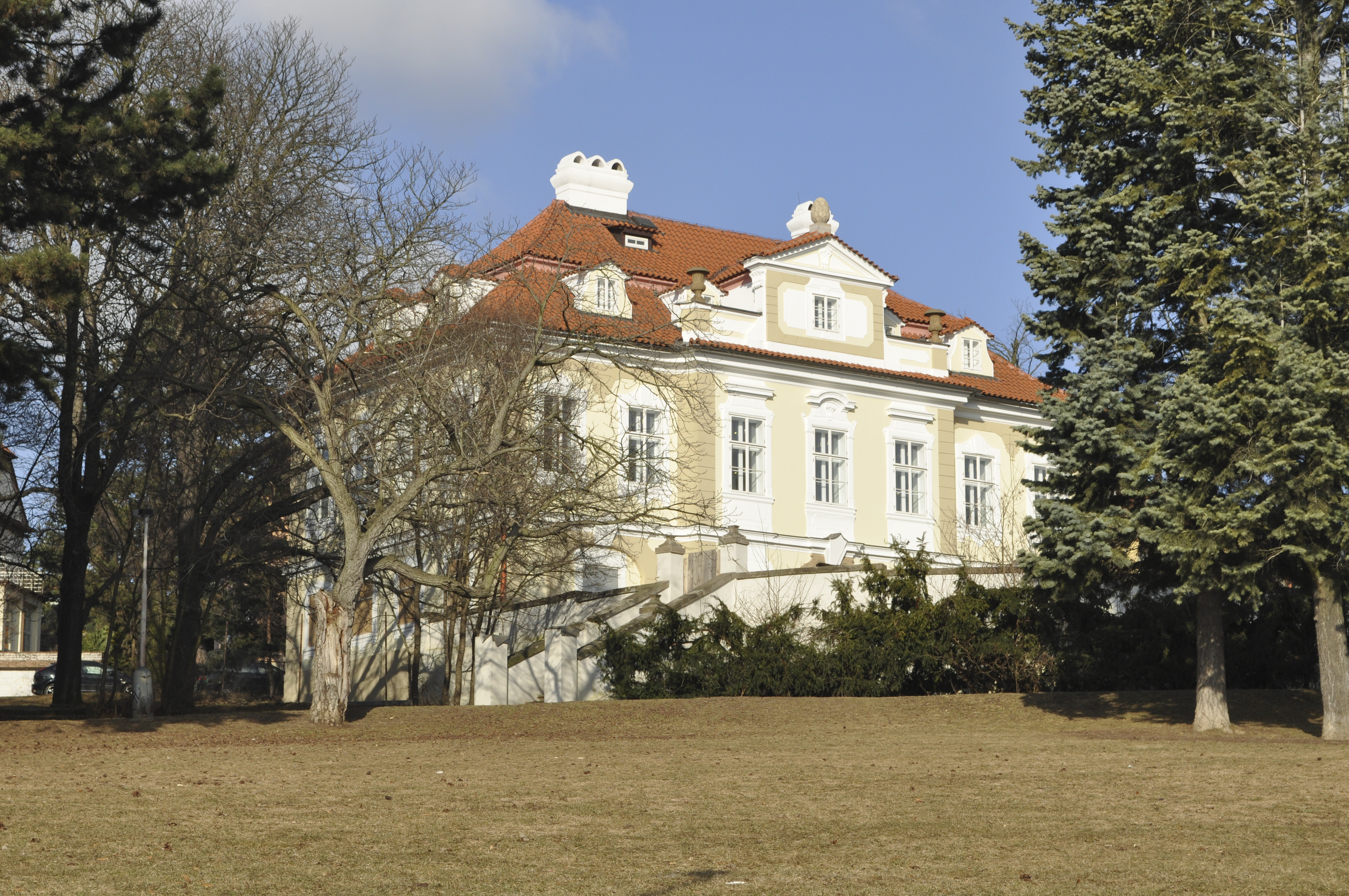
Zámeček Hanspaulka
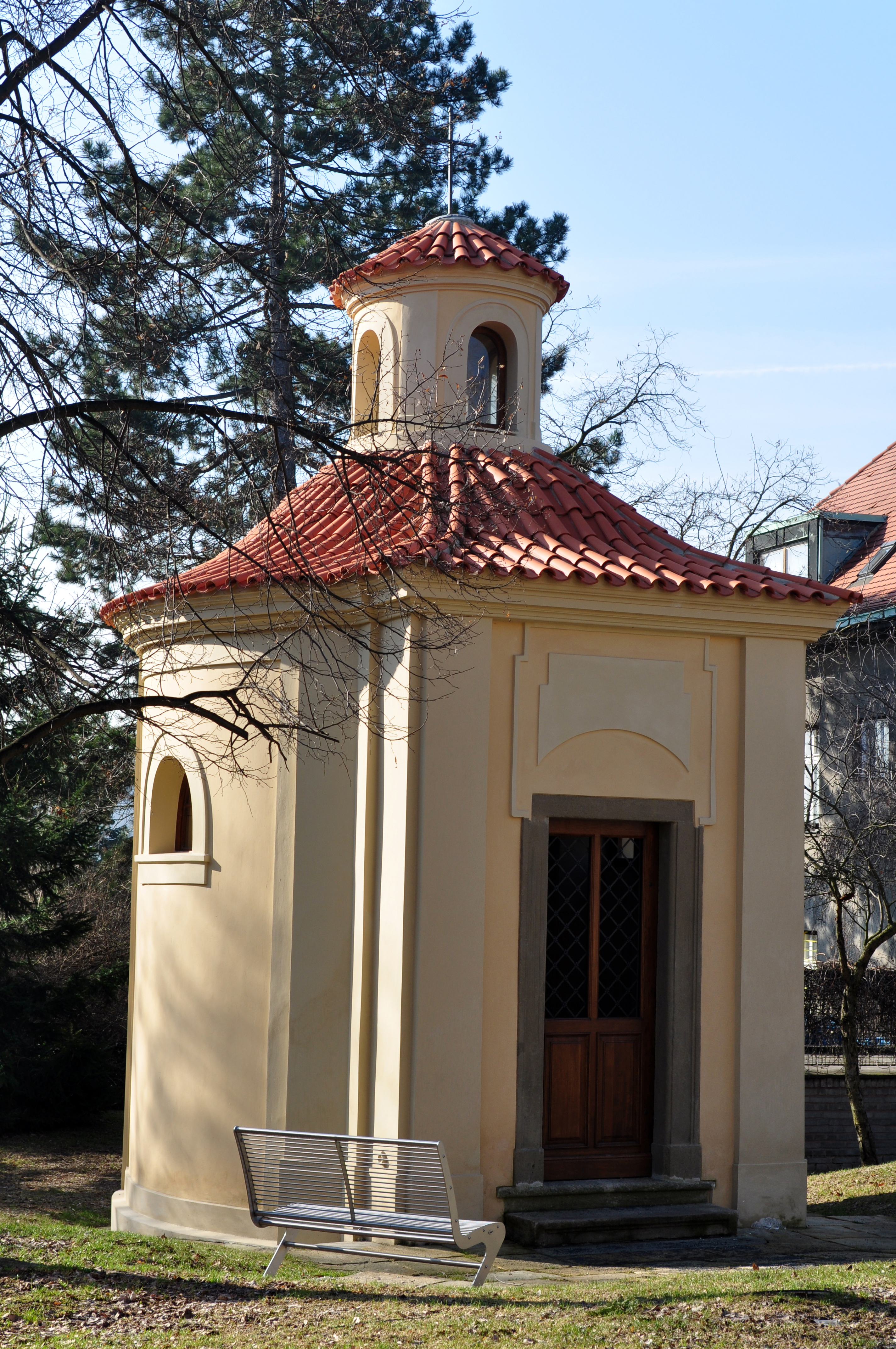
Kaple svatého Michaela archanděla
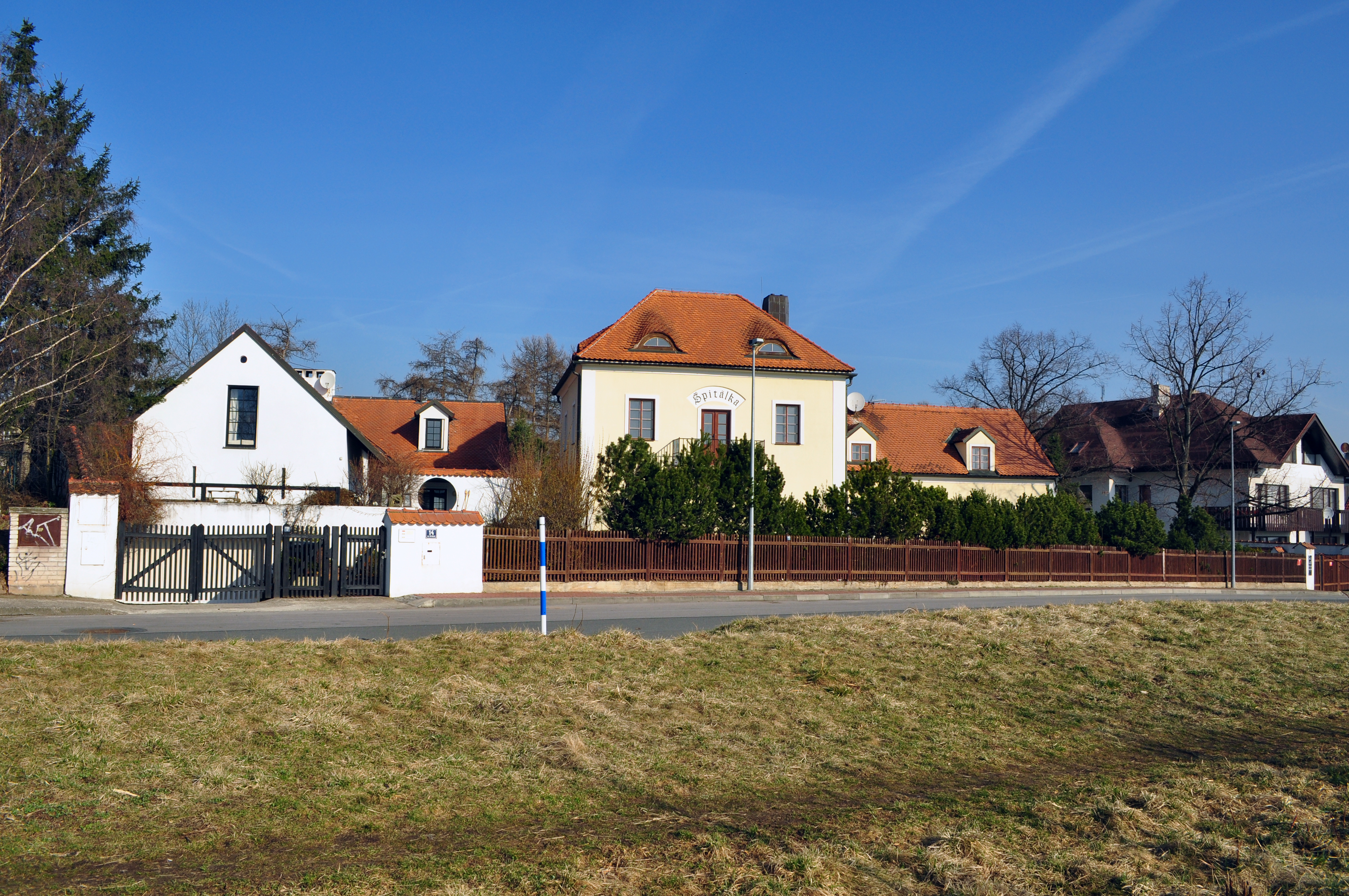
Usedlost Špitálka
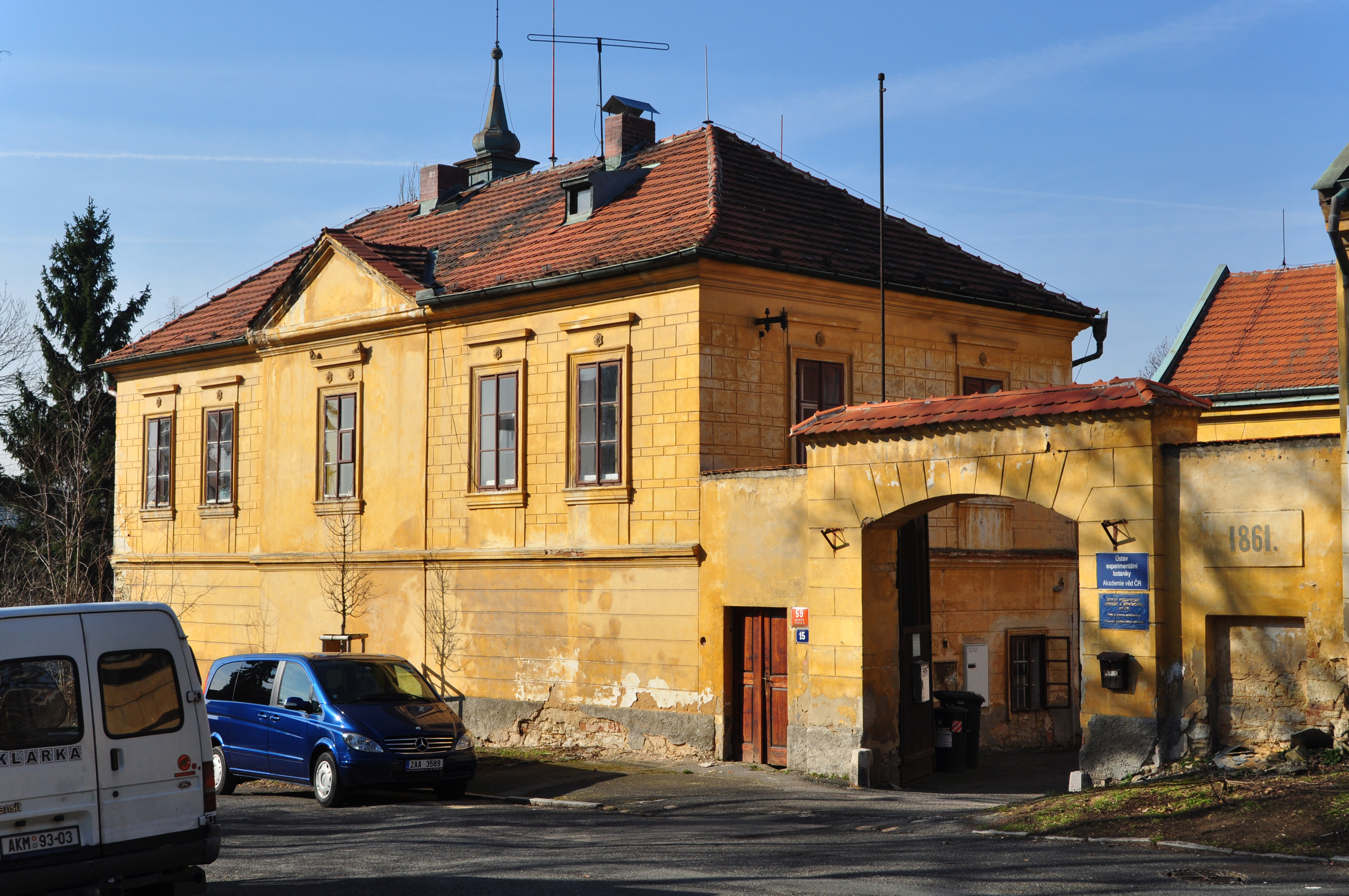
Usedlost Pernikářka
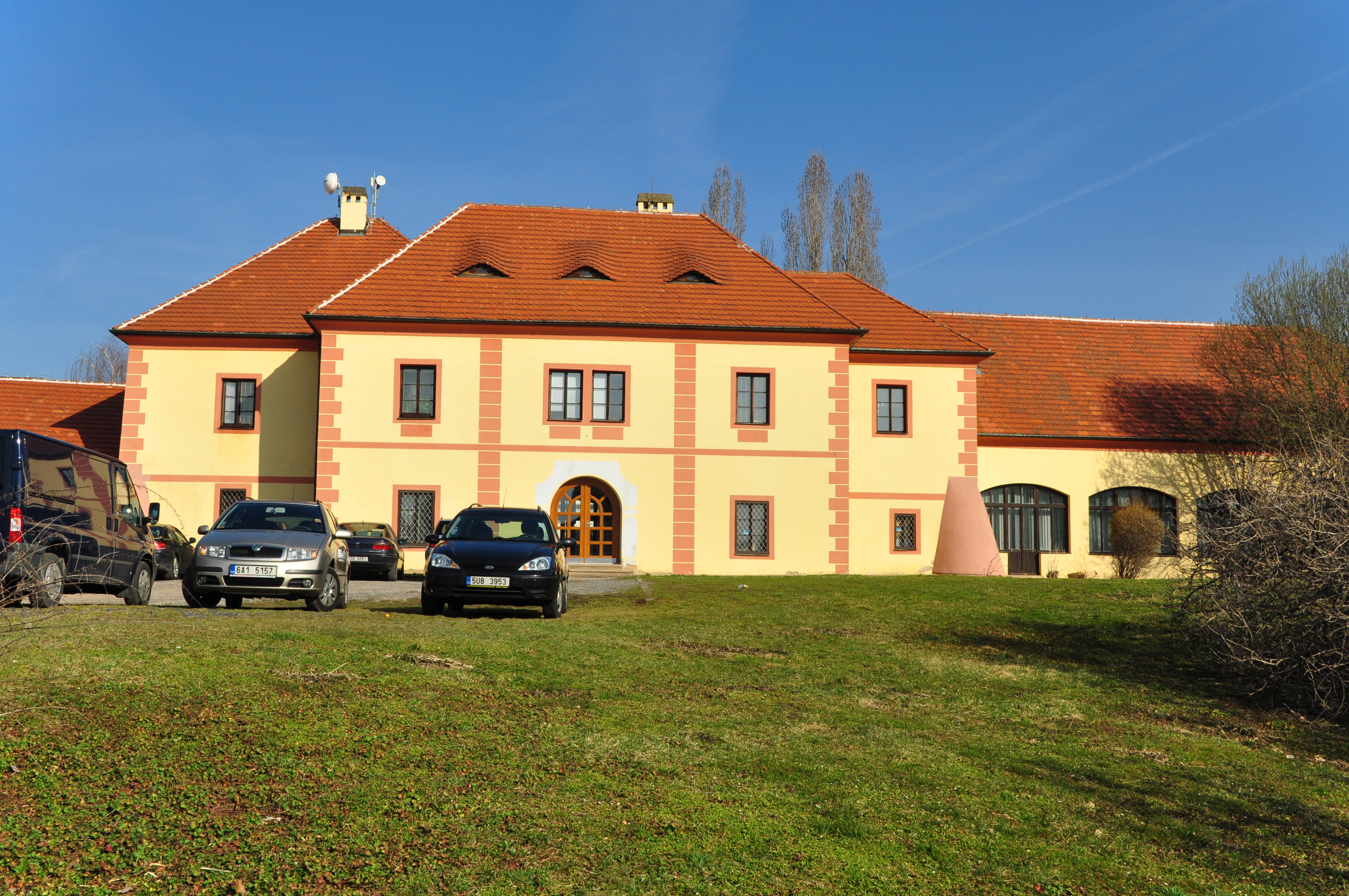
Usedlost Beránka
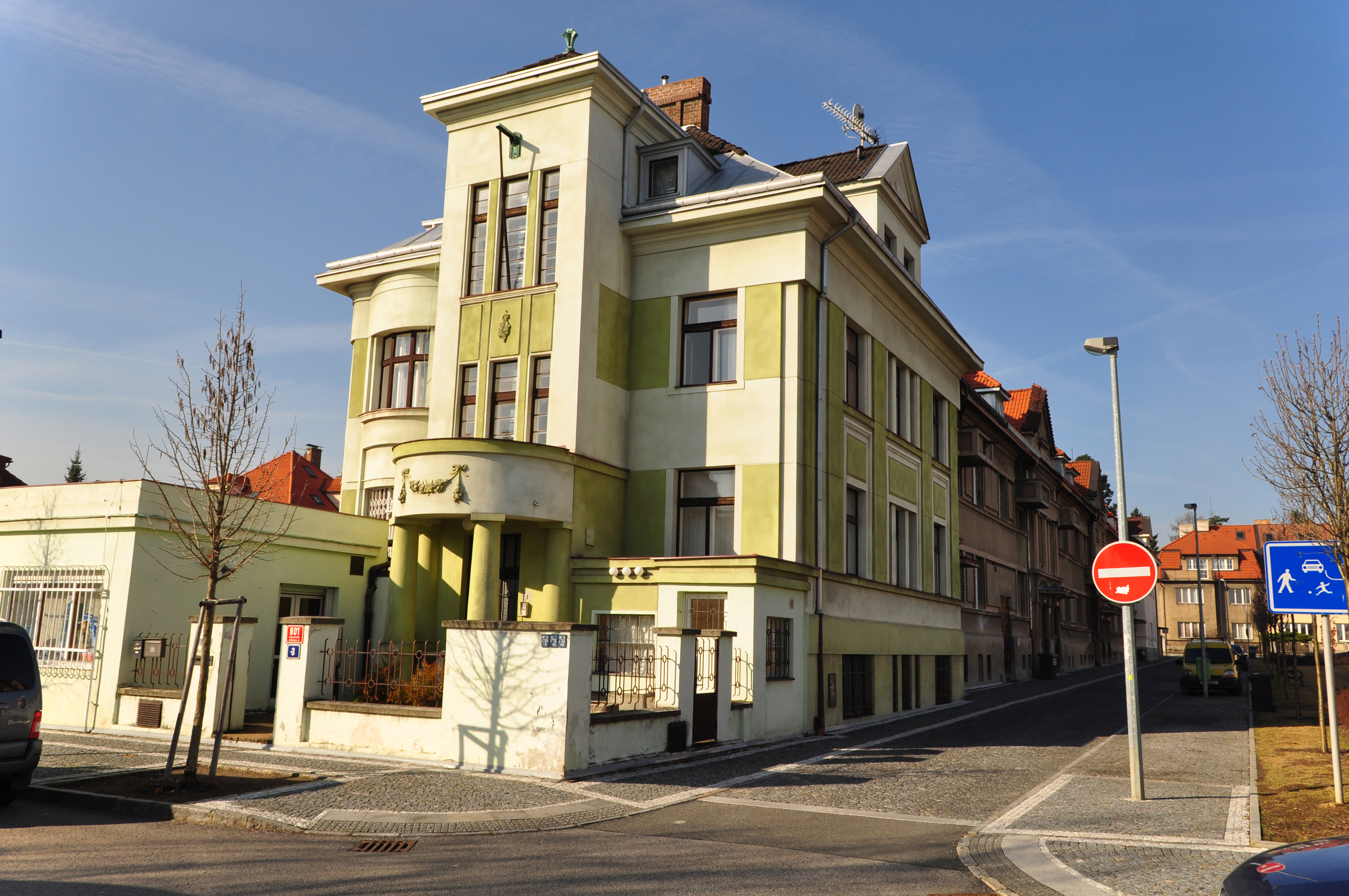
Dům, kde byla legendární hospoda Houtyš